# Дербент
Дербе́нт (от перс. دربند‎ Дарбанд — «закрытые врата»; до III в. — Албана, до VI в.— Чор, до XII в. — Баб Аль-Абваб) — город на юге России в Республике Дагестан, расположен в 125 километрах к юго-востоку от Махачкалы, на берегу Каспийского моря, в отрогах Большого Кавказа. Самый древний город в России.
Административный центр Дербентского района, в состав которого не входит. Город республиканского значения, образует муниципальное образование город Дербент со статусом городского округа, как единственный населённый пункт в его составе.
Первые поселения возникли здесь в эпоху ранней бронзы — в конце 4 тысячелетия до н. э.. Первое упоминание Каспийских ворот — наиболее древнего названия Дербента — относится к VI в. до н. э.: его приводит известный древнегреческий географ Гекатей Милетский. Современный город был основан в 438 году н. э. как персидская крепость, состоящая из расположенной на холме цитадели (Нарын-кала) и двух идущих от неё к морю каменных стен, которые запирали узкий (3 км) проход между морем и горами Кавказа и ограждали с севера и юга территорию города.

## Этимология

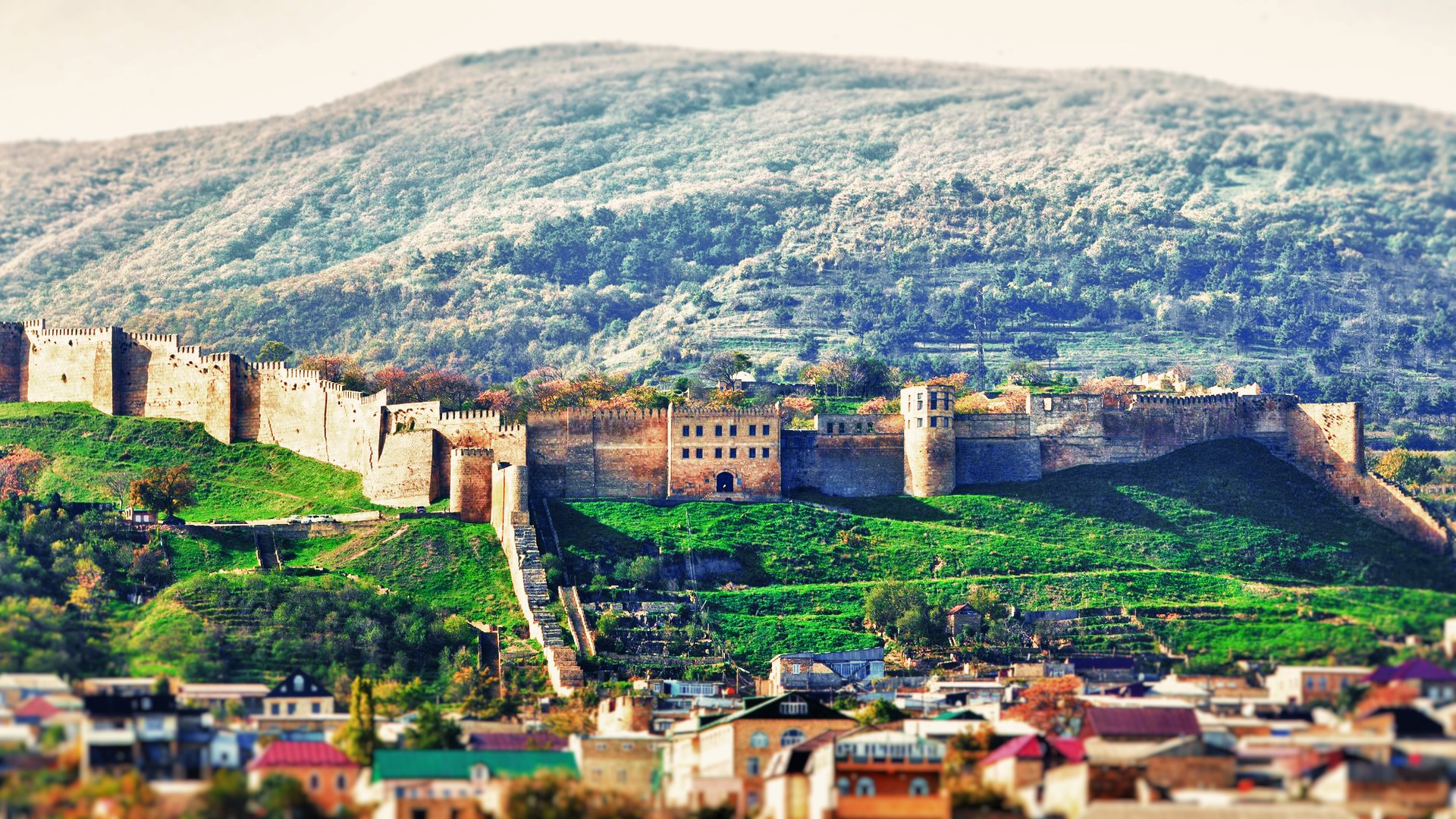
Дербентская цитадель Нарын-Кала

Ойконим «Дербент» соответствует древней своей форме и прошёл некий путь видоизменения. Название происходит от перс. دربند‎ Дарбанд — «закрытые врата».
Для древних греков и римлян Дербент был «Каспийскими» или «Албанскими воротами», под этим же названием город известен в персидских и сирийских источниках III—VI вв. Семён Броневский писал: «Сей промежуток, занятый строением города Дербента, известен был древним то под именем pylae Caspiae то под именем pylae Albaniae, то есть Каспийских и Албанских ворот».
Одно из ранних названий — Веро́й-пахр «Грузинский страж» (пехл. Wērōy-pahr; сир. ܘܪܦܐܗܪܓ Wirōpahrg; арм. Իւրոյ Պահակ Iwroy Pahak; греч. Ἰβῆρες).
В ранних армянских источниках город назывался Ճոր, Ճող (Čor/Čoł).
Раннесредневековые закавказские авторы называли его «Воротами Чора» (Джора), «крепостью», «городом Чога», «Чол», «воротами гуннов», иногда «морскими воротами» или «Дарубанди» (груз. დარუბანდი), а византийские — «укреплением Тзор, Тзур, Цур» (греч. Τζουρ).
Позднее (видимо, с VI века) персы стали называть город Дербент (перс. درب‎ дер «дверь» и перс. باند‎ бенд «преграда, застава»), сирийцы — ворота Торайе, арабы — Баб аль-Абваб (араб. بَاب ٱلْأَبْوَاب‎ — «ворота ворот»), Баб аль-Хадид (араб. بَاب ٱلْحَدِيد‎ — железные ворота), грузины — Згвис карибче (груз. ზღვის კარიბჭე — «морские ворота»), монголы — Кахулга («ворота»), тюркские народы — Демир капы («железные ворота»), лезгинские народы — Цал («стена»). В русском языке закрепилось название Дербент.
По сказаниям древних историков, город Албана, лежавший между реками Албанус и Кассы, можно принять за Дербент; реки Албанус — за Самур, а Кассы — за Манас, протекающие между Буйнаком (Уллубийаул) и Тарками.
На современных местных языках называется лезг. Кьвевар, Цал, Чур, азерб. Дәмиргапы, Дəрбәнд, таб. Цали, Деребенд, дарг. Чяли, агул. Цал, Дербенд, рут. Дербент и татск. Дербенд.

## География
Дербент — самый южный город Российской Федерации. Расположен на западном побережье Каспийского моря, на реке Суходол, к северу от устья реки Рубас, там, где горы Большого Кавказа ближе всего подходят к Каспийскому морю, оставляя лишь узкую трёхкилометровую полосу равнины. Замыкая её, город образовывал так называемый Дербентский или Каспийский проход. Роль Дербента и Дербентского прохода в древности была велика, он был расположен в одном из самых стратегически важных и топографически удобном месте знаменитого Прикаспийского пути, связывающего Восточную Европу и Переднюю Азию.
| С-З | Грозный ~ 285 км Владикавказ ~ 395 км | Махачкала ~ 367 км Элиста ~ 664 км Астрахань ~ 676 км Волгоград ~ 948 км Москва ~ 1936 км | Атырау ~ 978 км Актау ~ 1881 км    | С-В |
| З   | Тбилиси ~ 591 км                      | Роза ветров                                                                               | Ташкент ~ 3267 км                  | В   |
| Ю-З | Ереван ~ 860 км                       |                                                                                           | Владикавказ ~ 117 км Баку ~ 253 км | Ю-В |

### Климат
Климат Дербента — переходный от умеренного к субтропическому полусухому. На климат влияет Каспийское море, благодаря чему осень долгая и тёплая, а весна приходит с задержкой. Зима мягкая, снег держится всего две недели в году, самым холодным месяцем обычно является февраль. Лето длительное и жаркое.
Среднегодовая температура в Дербенте положительная: +13,7 °C, среднемесячная температура февраля +3,0 °C, среднемесячная температура июля +25,7 °C (максимальная +38,8 °C). Продолжительность тёплого периода — 270 дней. Осадков в среднем около 400 мм в год; самый дождливый месяц — октябрь. Среднегодовая относительная влажность воздуха — 69,5 %, средняя скорость ветра — 6,0 м/с.
Средняя температура воды в августе +25,6 °C, максимальная +31,0 °C (в июле).
| Показатель                                                                        | Янв. | Фев. | Март | Апр. | Май  | Июнь | Июль | Авг. | Сен. | Окт. | Нояб. | Дек. | Год  |
| --------------------------------------------------------------------------------- | ---- | ---- | ---- | ---- | ---- | ---- | ---- | ---- | ---- | ---- | ----- | ---- | ---- |
| Средняя температура, °C                                                           | 3,0  | 2,6  | 5,2  | 10,6 | 16,2 | 22,0 | 25,2 | 25,0 | 20,5 | 14,8 | 9,1   | 4,7  | 13,2 |
| Норма осадков, мм                                                                 | 27   | 38   | 25   | 19   | 26   | 17   | 22   | 25   | 50   | 58   | 49    | 43   | 399  |
| Источник: ФГБУ "ВНИИГМИ-МЦД" (итал.). meteo.ru. Дата обращения: 29 сентября 2020. |      |      |      |      |      |      |      |      |      |      |       |      |      |

| Показатель                                                                             | Янв.  | Фев. | Март | Апр. | Май  | Июнь | Июль | Авг. | Сен. | Окт. | Нояб. | Дек.  | Год   |
| -------------------------------------------------------------------------------------- | ----- | ---- | ---- | ---- | ---- | ---- | ---- | ---- | ---- | ---- | ----- | ----- | ----- |
| Абсолютный максимум, °C                                                                | 18,6  | 20,7 | 28,3 | 34,2 | 32,5 | 36,1 | 37,7 | 38,8 | 34,7 | 28,0 | 28,0  | 19,4  | 38,8  |
| Средний суточный максимум, °C                                                          | 5,8   | 5,7  | 8,9  | 14,5 | 21,1 | 26,9 | 29,8 | 29,8 | 25,0 | 18,7 | 12,1  | 7,7   | 17,2  |
| Средняя температура, °C                                                                | 3,2   | 3,0  | 5,9  | 10,8 | 17,0 | 22,7 | 25,7 | 25,7 | 21,1 | 15,3 | 9,2   | 5,1   | 13,7  |
| Средний суточный минимум, °C                                                           | 1,0   | 0,8  | 3,6  | 7,8  | 13,5 | 18,8 | 21,9 | 22,0 | 17,7 | 12,3 | 6,7   | 2,9   | 10,8  |
| Абсолютный минимум, °C                                                                 | −18,9 | −19  | −9,1 | −3,1 | 4,1  | 8,5  | 12,9 | 10,7 | 5,1  | −3,4 | −9,7  | −14,2 | −19   |
| Норма осадков, мм                                                                      | 31,3  | 36,8 | 24,4 | 19,2 | 21,2 | 16,4 | 23,6 | 24,3 | 45,4 | 59,0 | 57,9  | 46,3  | 405,8 |
| Температура воды, °C                                                                   | 4,1   | 3,2  | 5,0  | 9,7  | 15,3 | 21,2 | 24,9 | 25,6 | 22,0 | 16,9 | 11,3  | 6,7   | 13,8  |
| Источник: Погода и климат в Дербенте. «Погода и Климат». Дата обращения: 11 июля 2023. |       |      |      |      |      |      |      |      |      |      |       |       |       |

## История

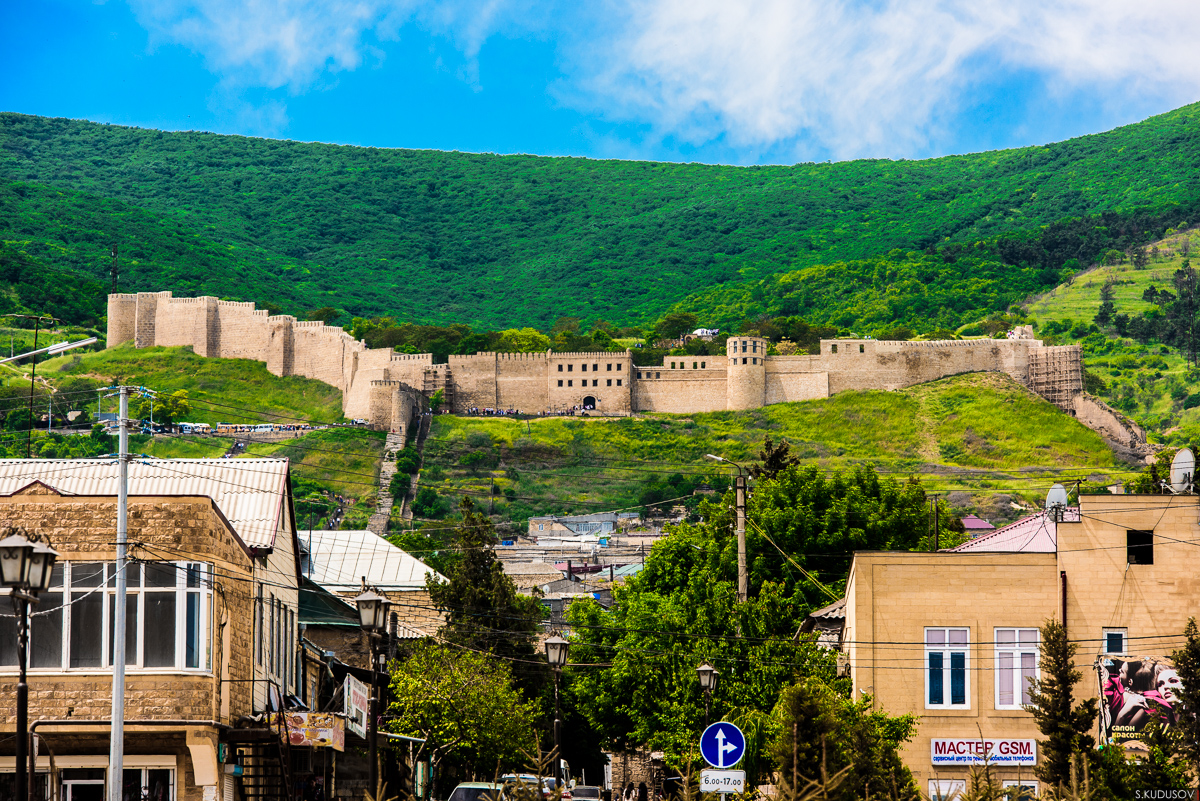
Крепость Нарын-Кала

### Древний период

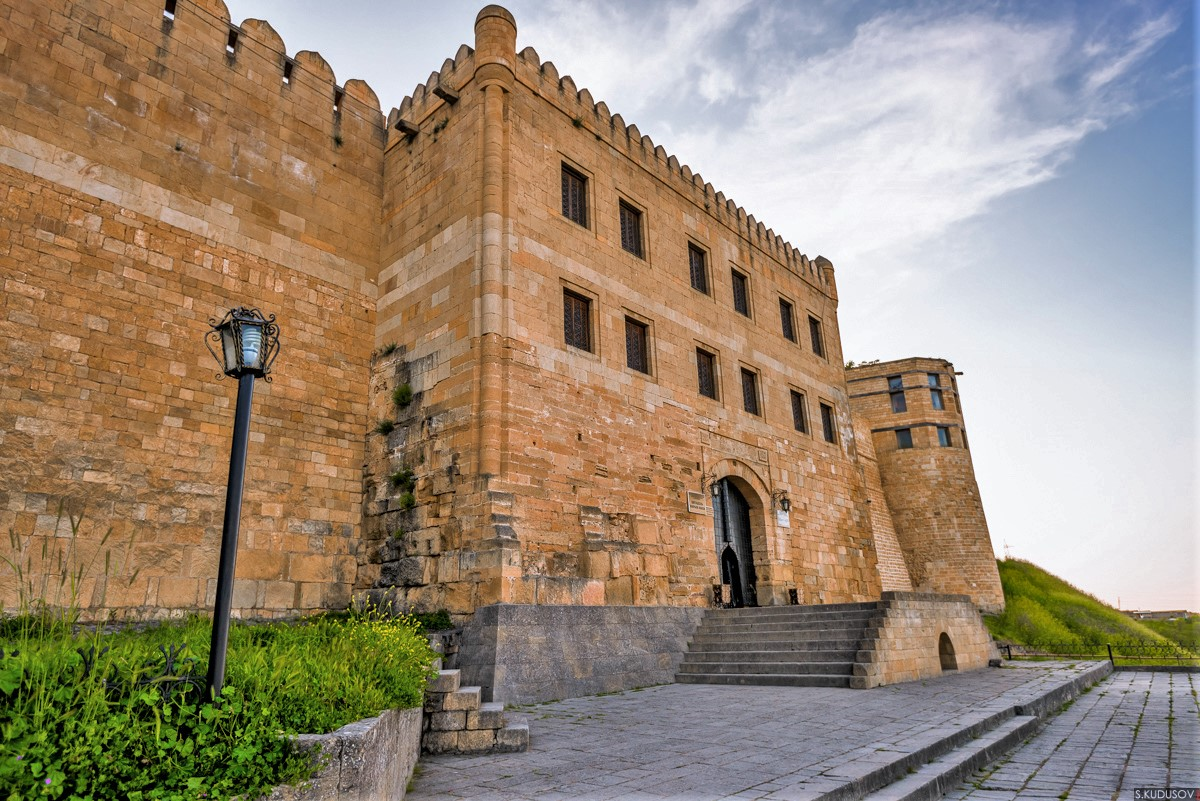
Сасанидская крепость в Дербенте, построенная для защиты от кочевников с севера.

Первое упоминание «Каспийских ворот» имеется у Гекатея Милетского — VI веке до н. э. В IV веке до н. э. о крепости пишет Харес Митиленский (описывал события, происходившие в VIII—VII веках до н. э.).
Важное значение Каспийского прохода было причиной устремлений скифов, сарматов, аланов, гуннов, хазар и других.
Он пережил бурные исторические события, штурмы и разрушения, периоды упадка и расцвета.
Здесь пролегал один из важнейших участков Великого Шёлкового пути, и Дербент выступал перекрёстком цивилизации, связывавшим Восток и Запад, Север и Юг.
Древнегреческий историк Геродот одним из первых привёл сведения о «Дербентском проходе» в V веке до н. э. Огромный интерес к городу проявляла и Империя Селевкидов, первый военный поход которой был при Селевке I в 290—281 годах до н. э. В 66—65 годах до н. э. осуществляются военные походы Лукулла и Помпея на Кавказ, одной из целей которых являлся захват Дербента.
Преемниками Рима и Парфии в борьбе за Кавказ в раннем Средневековье стали Византия и Сасанидский Иран.
Важным фактом в истории Дербента, входившего, согласно ряду авторов, в состав Кавказской Албании под названием Диауна, было принятие христианства.
Город служил северным форпостом Албании.
Во второй половине V века албанский царь Ваче II сделал город Дербент на некоторое время главным христианским оплотом Албании в борьбе с зороастризмом.
С V века началось активное развитие города, а также большое фортификационное строительство, призванное защитить Переднюю Азию от новой волны кочевников — тюркских племён гуннов и хазар. При этом, помимо укрепления города, не прекращались попытки обуздать кочевников мирным путём. Историк Егише (V век.), описавший антииранское народное восстание в Армении в 449—451 годах, указывал, что после взятия Дербента, находившегося под контролем Персии, армянским войском под командованием Вардана Мамиконяна, «коменданту ворот» князю Ваану …поручено было идти в страну гуннов и другие земли варварские, помогающие гуннам, чтобы заключить с ними мирный договор и стать заодно против неприятеля.
В 439—457 годах — Йездигердом I были построены фортификационные сооружения; в 479—529 годах Хосров I Ануширван заменил каменной кладкой прежние стены из кирпича-сырца. Крепость начала приобретать тот вид, который сохранился до нашего времени. От крепости, расположившейся у подножия горного хребта, к морю спускались две стены, перегораживавшие Прикаспийский проход и предназначенные защищать город и торговый путь.
Растущая мощь и богатство Дербента не могли не привлекать могущественных соседей. В 552 году произошло нападение хазар на город. Патриарший престол, с целью спасения, был перенесён из города Чола (Дербент) в город Партав.
В 626 году западные тюрки через Дербент вторглись в Закавказье. Штурм Дербента красочно описан Мовсесом Каганкатваци:

…Гайшах [персидский наместник из агванских князей] видел, что произошло с защитниками великого города Чора и с войсками, находившимися на дивных стенах, для построения которых цари персидские изнурили страну нашу, собирая архитекторов и изыскивая разные материалы для построения великого здания, которое соорудили между горой Кавказом и великим морем восточным… При виде страшной опасности со стороны безобразной, гнусной, широколицей, безресничной толпы, которая в образе женщин с распущенными волосами устремилась на них, содрогание овладело жителями; особенно при виде метких и сильных стрелков, которые как бы сильным градом одождили их и, как хищные волки, потерявшие стыд, бросились на них и беспощадно перерезали их на улицах и площадях города. Глаз их не щадил ни прекрасных, ни милых, ни молодых из мужчин и женщин; не оставлял в покое даже негодных, безвредных, изувеченных и старых; они не жалобились, и сердце их не сжималось при виде мальчиков, обнимавших зарезанных матерей; напротив они доили из грудей их кровь, как молоко. Как огонь проникает в горящий тростник, так входили они в одни двери и выходили в другие, оставив там деяния хищных зверей и птиц.

Согласно Ю. Д. Бруцкусу, какая-то часть евреев начиная с V века н. э. переселилась из Персии в Дербент как колонисты и купцы-рахдониты.
Есть гипотеза, что правители Хазарии перешли в иудаизм под влиянием евреев Восточного Кавказа (нынешних горских евреев) в начале VIII века.
Еврейско-хазарская переписка, в частности письмо Шехтера, также упоминает Дербент и местных евреев в процессе принятия иудаизма хазарами.
Согласно легенде это произошло в ходе диспута, устроенного между представителями трёх религий, причём еврейский проповедник находился при хазарском дворе сразу, тогда как посланники от христиан и мусульман прибыли по приглашению.
Торговый путь вдоль западного берега Каспия и Волги соединял страны Среднего Востока с Хазарией, Русью, Волжской Булгарией, Дербент был на нём важным узлом.
Это был порт для судов, плывущих из Ирана в Итиль — столицу Хазарии, в нём производилась перегрузка товаров с кораблей на вьючные караваны, идущие в Закавказье.
По величине и значению Дербент превосходил Ардебиль и Тифлис и приравнивался к Берде — бывшей столице халифского наместника на Кавказе.
Здесь чеканились монеты. Самая ранняя медная монета в Дербенте была отчеканена в 794 году.
Чеканка собственной монеты в Дербенте, как правило, совпадала с усилением самостоятельности Дербентского княжества.
В 1999 году в деревне Спиллингс на острове Готланд в Швеции были найдены три хазарские монеты, сделанные из высококачественного серебра, подражающие арабским дирхемам.
Две из них содержат надпись по-арабски «ард-ар-Хазар» — «Земля Хазар», а на третьей вместо традиционной надписи «Мухаммед — посланник Бога» стоит: «Моисей — посланник Бога».
К настоящему времени обнаружено пять «моисеевых» монет.

### Арабское завоевание

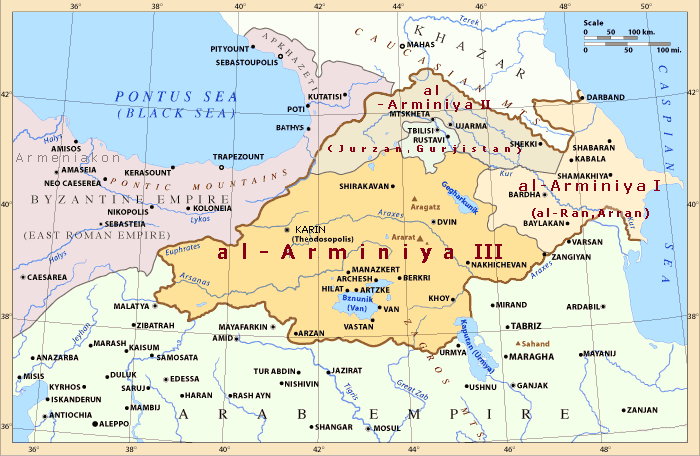
Дербент в составе Арминии I (Аррана). Армянский эмират Арабского халифата, 750—885

Новый этап развития города связан с вторжением арабов в VII веке. Когда первые арабские отряды в 642/643 году появились у ворот Дербента, сасанидским наместником города был Шахрбараз (Шахрияр). С этого времени начинается активный процесс исламизации населения города. В это время построена старинная Джума-мечеть.
Дербент вместе с остальным Арраном был объединён с Арменией под управлением единого наместника. Территория бывшего иранского марзбанства Албания вместе с армянской областью Сюник и Тифлисом вошла в состав одного из регионов наместничества — Арминийа.

### Столица Дербентского эмирата
В период распада Халифата жители Дербента в 869 году провозгласили Хашима ибн Сурака своим эмиром, ставшим основателем династии Хашемидов. В правление его сына Мухаммеда I в 901 году на Дербент напали хазары во главе с царём К-са ибн Булджан, но были отбиты. В 969 году эмир Ахмад построил цитадель и укрепился в ней.

### От сельджуков до Сефевидов
В XI веке в Переднюю Азию вторглись тюрки-сельджуки, которые создали державу, охватывающую Месопотамию, Сирию и большую часть Ирана. В 1067 году в Дербент вступил первый сельджукский отряд во главе с хаджибом султана Алп-Арслана — Сау-Тегином. В 1075 году город окончательно перешёл под власть Сельджукидов. В XII в Дербенте вновь образовалось самостоятельное княжество, которое просуществовало сравнительно недолго — до 1239 г.
В 1395 году через Дербентский проход Тамерлан вышел в долину Терека и нанёс на его берегах сокрушительное поражение золотоордынским войскам. В том же году он передал Дербент ширваншаху Ибрагиму I, поручив охрану Дербентского прохода.

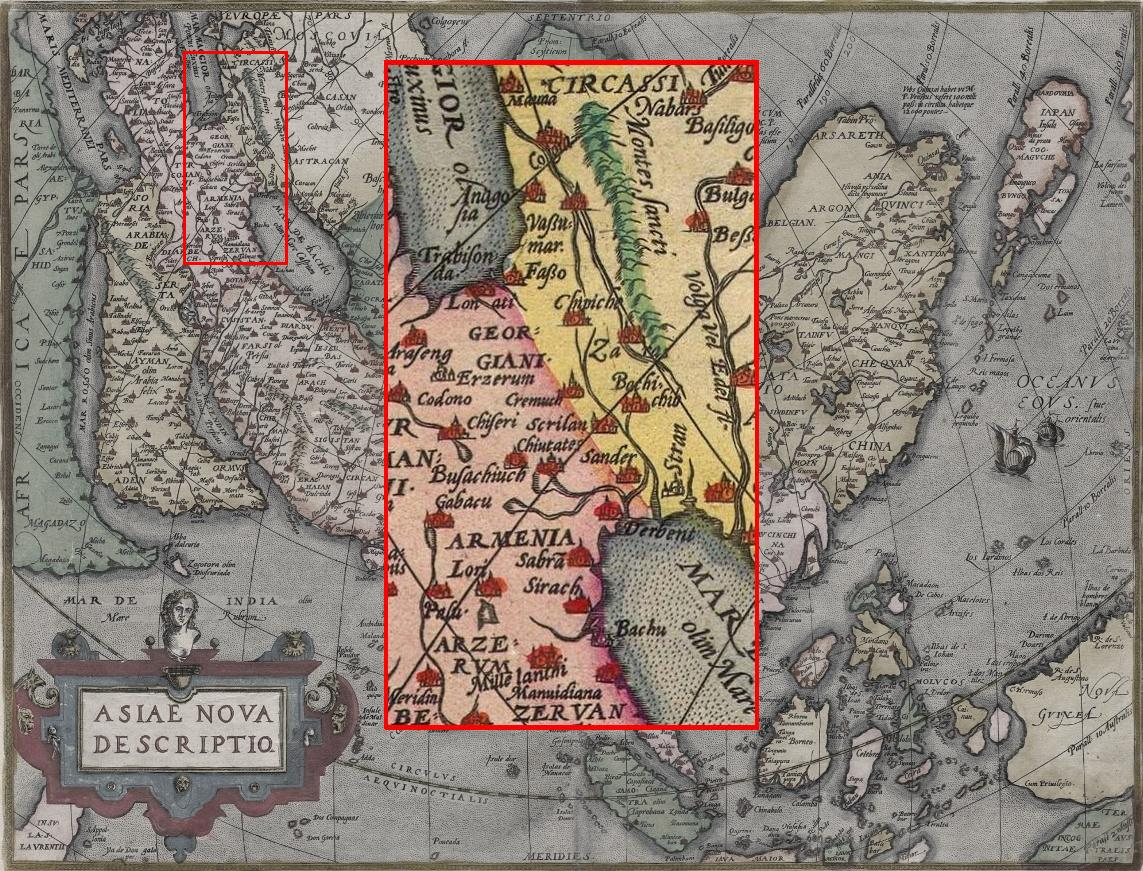
Дербент на «Карте Новой Азии», составленной венецианским географом Джакомо Гастальди, 1574 г.

Около 1469 года город посетил Афанасий Никитин, упомянувший его в своих путевых записках «Хожение за три моря».
С 1541 по 1542 год Дербент принимал участие в междоусобных войнах Самурской долины. Ахтынцы, привыкшие поддерживать свою значимость при помощи столицы ширваншахов — Шемахи, ставшей с 1538 году местопребыванием беглярбеков Ширвана, — обратились к новой власти, в лице правителя Дербента беглярбека Алхас-мирзы Сефевида. Алхас-мирза, действуя в интересах Ирана, желавшего закрепиться на суннитской территории, организовал нападение на Рутул. В результате Рутул, находившийся в союзе с Кумухом, был сожжён в 1541—1542 годах, кызылбашско-ахтынским войском. Алхас-мирза являлся представителем властей Ирана на Северо-восточном Кавказе, правителем сефевидского уезда, имевшего своим центром г. Дербент
С XVI века Дербент, как и весь Ширван, в составе государства Сефевидов. Власть Сефевидов была ненадолго потеряна в результате турецко-персидской войны 1578—1590 годов. В ходе следующей турецко-персидской войны 1603—1618 годов Сефевиды, отвоевав город, восстановили свою власть над Дербентом.

### Между Россией и Персией

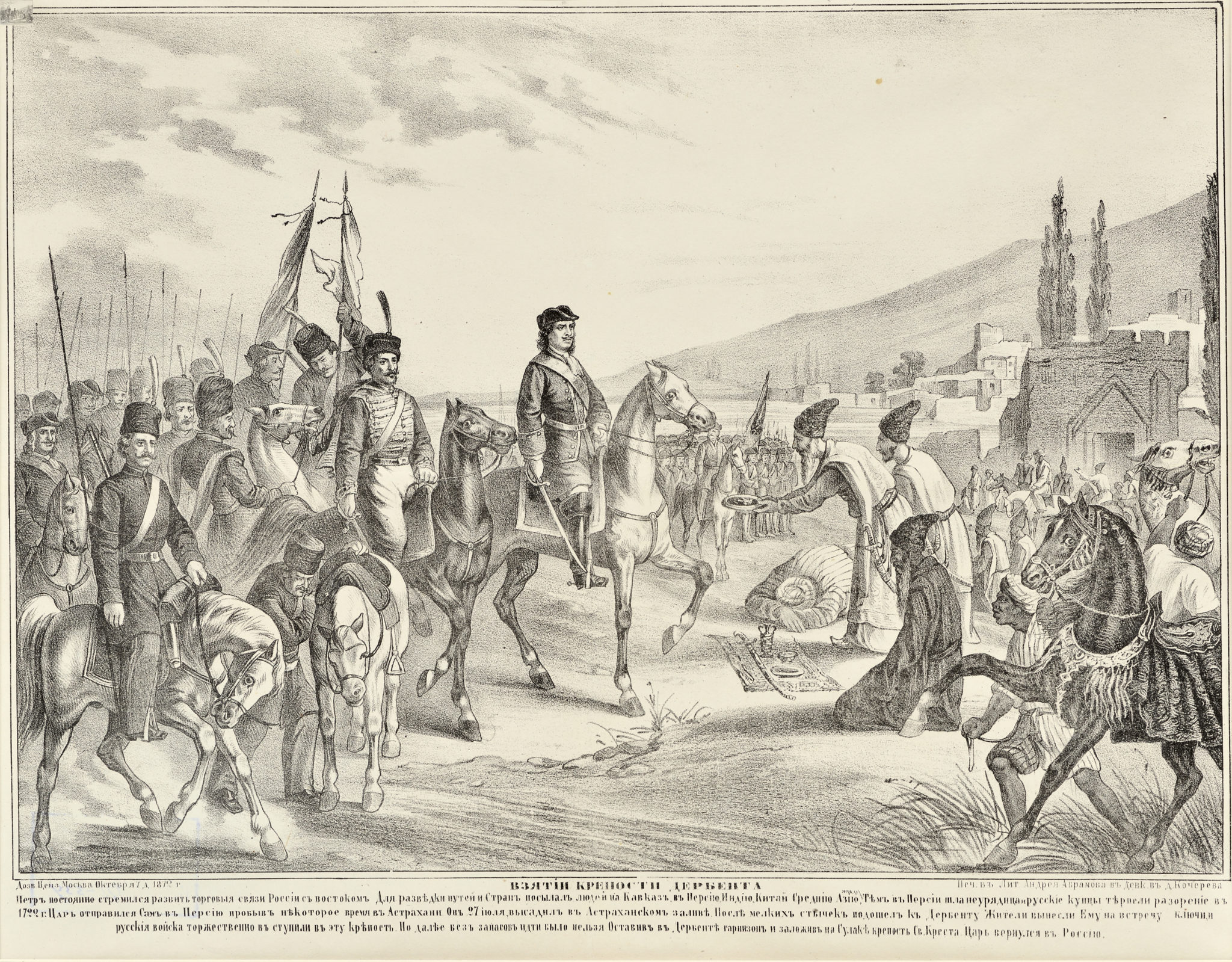
Пётр I в Дербенте (гравюра XIX века)

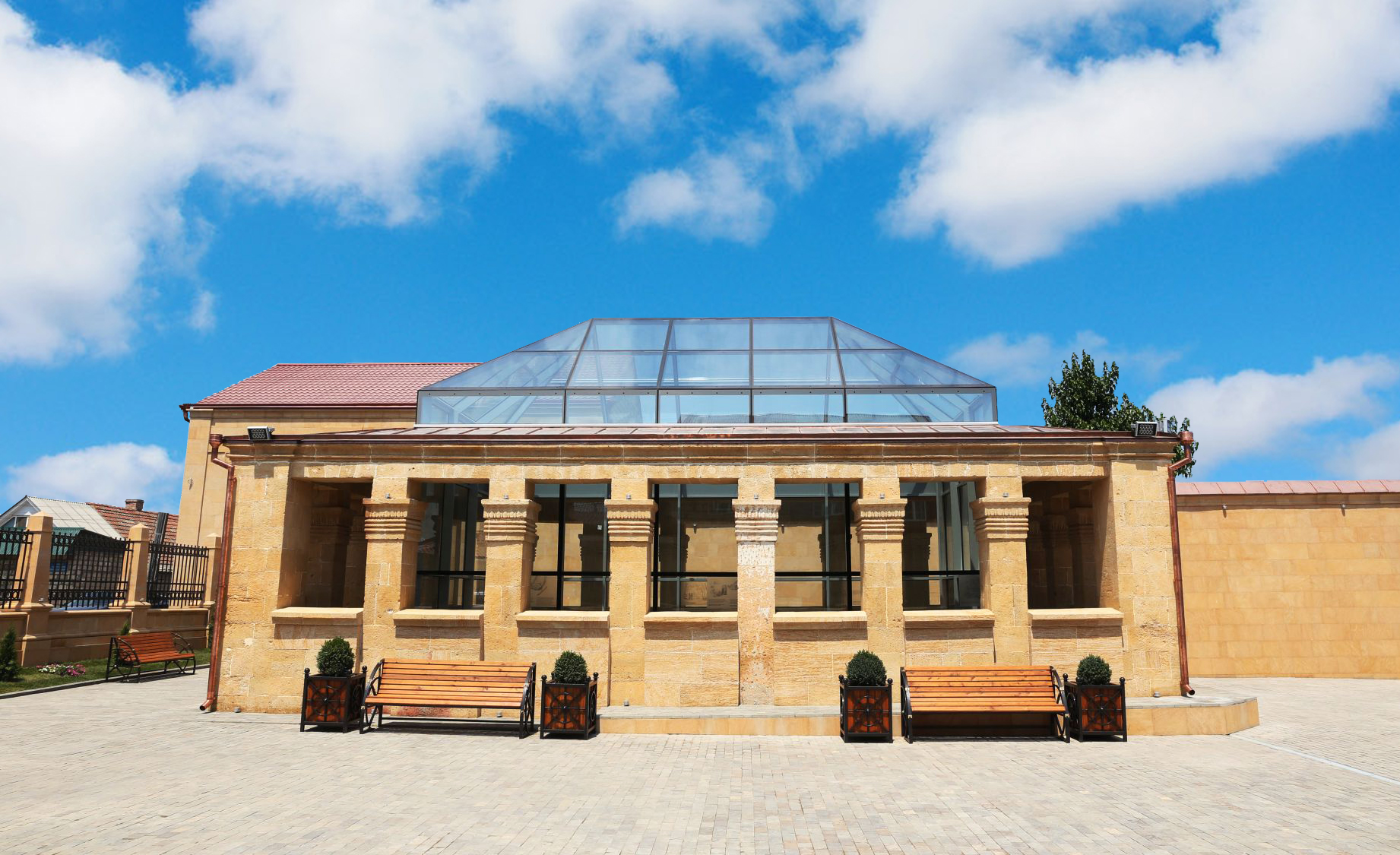
Современный музей на месте землянки, где Пётр I ночевал в 1722 году

В марте 1668 года Дербент взял штурмом донской казачий атаман Степан Разин, во время похода по рекам Волге и Яику и на Каспийское море. Именно взятие Дербента — начало персидского похода Разина, закончившегося сожжением персидского флота в Каспийском море.
В начале XVIII века Пётр I предпринял известный персидский (прикаспийский) поход. 5 августа 1722 года русская армия под командованием генерал-адмирала Апраксина двинулась к Дербенту, а 15 августа к городу прибыла транспортная флотилия (21 судно) с артиллерией и провиантом под командованием капитана Вердена. 23 августа русская армия заняла город. Местные жители, во главе с местным наибом Имамом Кулибеком и мусульманским духовенством торжественно встречали русского императора и подарили ему два серебряных ключа от городских ворот и книгу «Дербент Наме», рассказывающую об истории города. Пётр I обратил особое внимание на его исторические памятники. Учёные и специалисты, находившиеся в его свите: Д. К. Кантемир, И. Г. Гербер, Л. Я. Соймонов дали первое описание исторических памятников, положили начало изучению Дербента. Были приняты меры по охране и благоустройству города, приказано построить гавань по чертежу, открыты продовольственные склады, лазареты, фактории русских купцов. Пётр I предоставил дербентцам право свободной торговли в пределах России, планировал развитие здесь виноградарства, виноделия, шелководства. Но началась буря, которая разнесла 30 грузовых судов. Не хватало еды, а достать хлеб в охваченных восстаниями землях Ширвана и Мюшкюра не представлялось возможным. Началась эпизоотия — за одну ночь пало 1700 лошадей. В итоге военный совет решил приостановить продвижение на юг, и Пётр I повернул назад, оставив в городе небольшой гарнизон.
30 августа Пётр I писал адмиралу Крюйсу из Дербента:

«Когда приближались к сему городу, то наиб (наместник) сего города встретил нас и ключ поднёс от ворот. Правда, что сии люди не лицемерно с любовию принесли и так нам ради как бы своих из осады выручили. Из Баку такия ж письма имеем, как из сего города прежде приходу имели, того ради гарнизон туда отправим, и тако в сих краях, с помощию божиею, фут получили, чем вас поздравляем. Марш хотя сей недалёк, только зело труден от безкормицы лошадям и великих жаров»

12 сентября Россия заключила с Персией мирный договор, по которому Россия получила город Дербент с прилегающими к нему областями. Благодаря переселенческой политике Петра I уже в 1723 году в городе образовались крупные армянские и грузинские «слободы».
В 1735 году по Гянджинскому договору Дербент вновь отошёл к Ирану, после чего начались дагестанские походы Надир-шаха. Дербент стал форпостом иранских войск для покорения Дагестана. В 1741 шах начал третий поход в Дагестан, в ходе которого был разбит. В 1747 году Дербент был очищен от иранского гарнизона уцмием Ахмед-ханом. В том же 1747 году Надир-Шах был убит.
В XVIII веке — начале XIX века в Дербенте располагался один из крупнейших невольничьих рынков Северо-Восточного Кавказа.
С 1758 года — правление Фет-Али-хана (сын кубинского хана Гусейн Али-хана). Ещё при жизни отца он в 1757 году присоединил к Кубинскому ханству Сальянский округ. В 1759 году Фатали-хан в союзе с шамхалом Муртузали, уцмием Эмир-Гамзой и кадием Табасаранским задумал овладеть Дербентом, где ханом был Магомед-Гасан-хан, не пользовавшийся расположением народа, особенно беков. Фатали-хан вступил в тайные переговоры с беками, подарил им подарки и приобрел значительное количество сторонников себе.
Дербентские феодалы хорошо понимали значение Дербента, знали о положении дел внутри Дербентского ханства и отношениях дербентцев с кубинским правителем. И захват Дербента Фатали-ханом не входил в их политические расчёты, так как захват Дербента привёл бы к усилению Кубинского ханства. К осаде Дербента Фатали-хан приступил в заранее установленное время. Тем временем взбунтовались жители Дербента, недовольные правлением братьев Мухаммед-Хусейн и Тарих-Бек. Союзным войскам помогло городское население, открывшее ворота Дербента. Ремесленники и мелкие торговцы сыграли решающую роль в сдаче города. Овладев Дербентом, Фатали-хан Кубинский одарил своих союзников деревнями, населёнными крестьянами, и доходами с торговых пошлин в городе Дербенте. После присоединения Дербента значение Кубинского ханства в политической жизни региона ещё более возросло.
Весной 1795 года персидские войска во главе с основателем династии Каджаров Ага Мохаммедом вторглись в Кахетию, а 12 сентября захватили и разграбили Тбилиси. Выполняя свои обязательства по Георгиевскому трактату 1783 года, русское правительство направило Каспийский корпус (около 13 тыс. человек) из Кизляра через Дагестан в Персию.
2 мая 1796 года главнокомандующий генерал-поручик граф Валериан Александрович Зубов подошёл к Дербенту, население которого на том момент состояло из 6000 мусульман и 3000 армян (включая из близлежащих деревень) начался штурм города. 10 мая на крепостной стене был выкинут белый флаг, а вслед за тем в русский лагерь явился и хан Шейх Али-хан. В тот же день комендантом Дербентской крепости был назначен генерал-майор Савельев, а 13 мая главнокомандующий граф Зубов торжественно въехал в город. Шейх Али-хан оставался в русском лагере почётным пленником, пока не совершил побег. Зубов восстановил спокойствие в Дербенте, а ханство передал в управление родному дяде хана, Кассиму. С вступлением на российский престол Павла I и изменением курса внешней политики, в декабре того же года русские войска из Закавказья были отозваны, а все завоёванные области были возвращены. В 1799 году младший сын кубинского хана Фатали-хана — Гасан был провозглашён дербентским ханом. Собрав сильное войско, Шейх Али-хан двинулся на Дербент, но двенадцатидневная осада города не принесла ему успеха и он вынужден был помириться с Гасан-ханом и признать его права на Дербент. После смерти в 1802 году дербентского хана Шейх Али-хан присоединил Дербентское владение к Кубинскому ханству.

### В составе Российской империи
В 1813 году по Гюлистанскому мирному договору присоединён к Российской империи, с 1846 года — губернский город, входил в состав Дагестанской области. С 1840-х годов переживал быстрый экономический подъём, связанный, в частности, с развитием мареноводства (выращиванием марены — растения, из которого получали дешёвый краситель). Главным занятием местных жителей было: разведение марены и садоводство. Всего в окрестностях Дербента, к югу от города, по состоянию на 1865 год, насчитывалось до 1,500 садов. В них разводились — виноград, персики, абрикосы, сливы, груши и прочие культуры. Из винограда армяне изготавливали вино и водку. Некоторые жители разводили шафран, огородные растения, а также занимались хлебопашеством и скотоводством. Евреи занимались выращиванием табака. В 1898 через Дербент прошла железная дорога Порт-Петровск (прежнее название Махачкалы) — Баку.

### В составе СССР

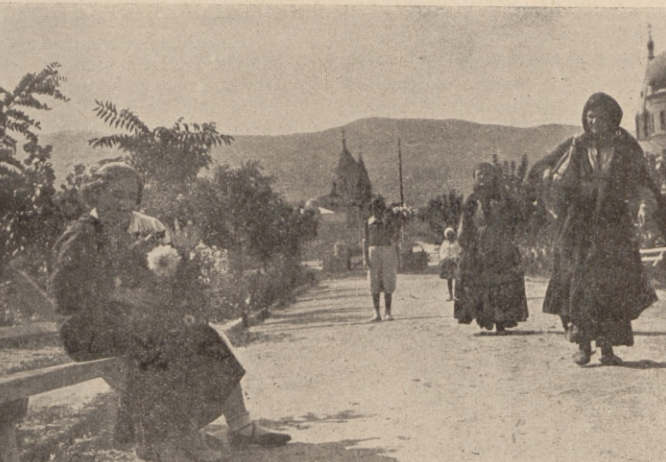
Дербент в 1935 году

В 1921 году вошёл в состав Дагестанской АССР. В 1953 стал административным центром Дербентского округа.

#### Великая Отечественная война
Из Дербента на фронт отправилось много добровольцев, среди них 9 были удостоены звания Героя Советского Союза.

## Хронология
- Примерно с V—IV веков до н. э. на месте Дербента располагалась кочевая стоянка маскутских (массагетских) племён.
- Примерно во II веке до н. э. на месте стоянки был построен город, известный в античных и средневековых источниках как Чола.
- С конца I века до н. э. Чола — столица племенного союза маскутов (массагетов), часто называемого в исторических источниках Царством Маскут.

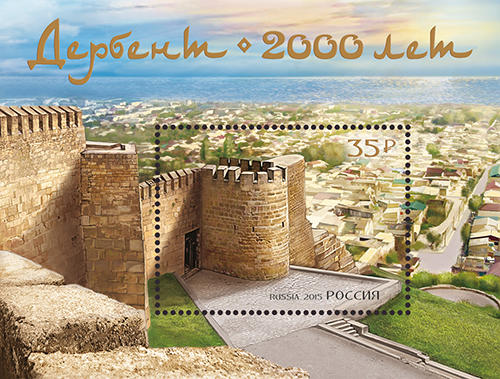
Марка, выпущенная к 2000 летию Дербента

- С I века н. э. Чола, как и всё царство маскутов, в вассальной зависимости от царей Кавказской Албании.
- В VI веке н. э. сасанидский шах Кавад, подчинив маскутов власти Сасанидов, начал перестройку и укрепление Чолы.
- В VI веке н. э. сасанидский шах Хосров Ануширван полностью завершил перестройку крепости Чолы, заодно сменив её название на Дербент. Крепость охраняла проход между Кавказскими горами и Каспийским морем, находящийся на пути между Европой и Передней Азией, что и отражено в названии: иранское «Дербенд» означает «закрытые (связанные) врата».
- При великом князе Кавказской Албании, Джаваншире, Дербент, как и вся область Маскут, присоединён к Кавказской Албании в составе сасанидского Ирана.
- В 630-х годах Дербент захватили хазары.
- В 643 году с осадой Дербента началось арабское вторжение на территорию современного Дагестана. Согласно средневековым арабским источникам и местной исторической хронике «Дербент-наме» первым походом арабов к Дербенту был поход под предводительством Салмана ибн Рабиа аль-Бахили. По одной из легенд, в результате шестидневной битвы арабских завоевателей с защитниками города, погибшие 40 арабов похоронены на кладбище Кырхляр.
- 730-е годы — участие евреев Дербента во главе с купцом-рахдонитом Сабриелем, хазарским военачальником, инициатором обращения хазар в иудаизм, основателем династии хазарских царей (беков), в процессе принятия иудаизма хазарами.
- 730-е годы. Арабо-хазарские войны. Хазарский каган был ранен в сражении у Дарвага поблизости от Дербента. Контроль над стратегической крепостью окончательно перешёл от хазар к арабам. В городе разместился арабский гарнизон и была построена Джума-мечеть.
- В VIII веке Дербент — крупный военно-политический центр Кавказа, в котором находилась резиденция наместника халифа. В X в., с распадом Халифата, Дербент становится центром независимого эмирата.
- С IX века Дербент под влиянием государства Ширваншахов.
- В 1071 году город оккупировали сельджуки.
- С XII века Дербент в составе государства Ширваншахов, находившегося в вассальной зависимости от государства Ильдегизидов
- В XIII веке Дербент, как и всё государство Ширваншахов, завоёван монголами.
- В XVI — начале XVIII веков Дербент — в составе Сефевидского государства.
- С 23 августа по 6 сентября 1722 года — Присоединение Дербента к Российской Империи (Пётр I).
- С 1743 год центр Дербентского ханства государства Сефевидов и Афшаров, резиденция Надир-Шаха.
- В XVIII веке со смертью Надир-шаха Дербентское ханство провозгласило свою независимость.
- В XVIII веке Дербент с ханством присоединён Фатали ханом Кубинским к Кубинскому ханству.

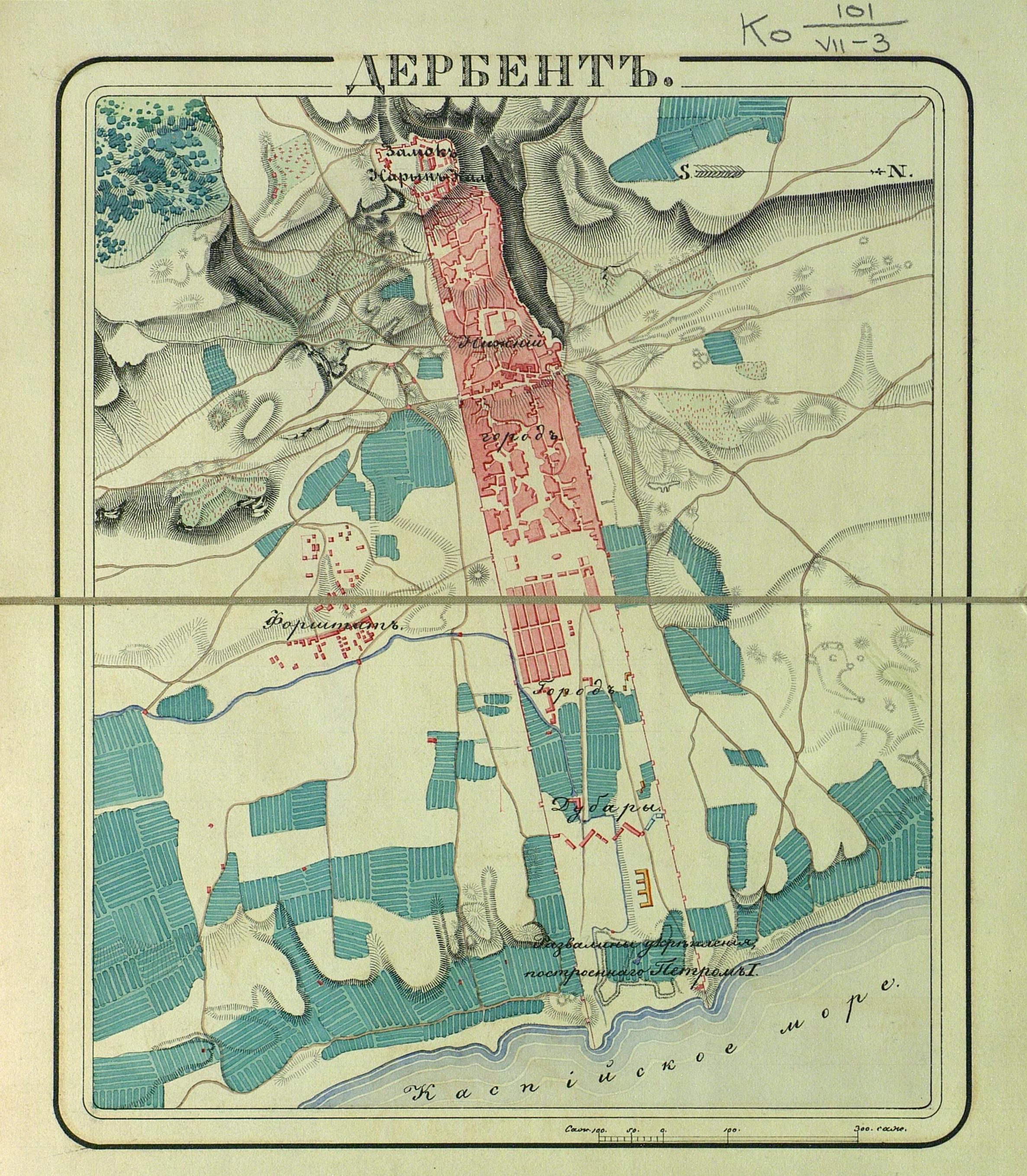
Карта Дербента 1830 года.

- В 1796 году Дербент завоёван русскими войсками (См. Штурм Дербента).
- В 1806 году Мехти II, шамхал Тарковский, стал и ханом Дербентским[68].
- В 1813 году присоединён к Российской империи.
- В 1837 году открылось первое русское учебное заведение в Дагестане — Дербентское уездное училище.
- С 1840 года Дербент — уездный, а с 1846 года — посадский город.
- В конце 1840-х годов открылась мусульманская школа, переведённая в 1855 году в Темир-Хан-Шуру.
- С 1840-х годов переживал быстрый экономический подъём, связанный, в частности, с выращиванием марены — растения, из которого получали дешёвый краситель. В XIX в. были развиты также садоводство, виноградарство и рыбный промысел.
- В 1898 году через Дербент прошла железная дорога Порт-Петровск (ныне Махачкала) — Баку.
- 1902 год считается датой основания ныне действующего Дербентского коньячного комбината. Именно тогда это предприятие с рабочими в количестве 4 человек зарегистрировал владелец — Манашир Дадашев.
- В 1904 году в Дербенте Я. Рабиновичем (1867-?) была открыта русско-еврейская школа. До открытия школ дети чаще всего получали образование на дому у раввинов в «талмид-хуне». В том же 1904 году в училище уже было 88 учеников, из них 16 девочек, а в 1905 году число учеников увеличилось до 90, из них 15 девочек. В школе действовал педагогический совет в составе учителей Якова Маркуса, Ханукова, Данила Гилядова, Нагдиму Нагдимунова и Нагдиму Шимунова.
- В 1930 году был построен Дербентский консервный комбинат. Бааз Рабаев возглавлял завод с 1932 по 1935 годы. Семенов Ишьягу Шамуилович возглавлял завод в самые трудные военные и послевоенные годы с 1940 по 1950 год. С 1955—1959 годы работу завода доверили возглавить талантливому и умелому хозяйственному работнику Ильдатову Семену Азарьевичу.
- В 1932 году был построен Дербентский ореходробильный завод. Директором ореходробильного комбината был Хануко Азизов
- В 1935 году в Дербенте функционировали две средние еврейские школы, еврейское отделение педагогического техникума, еврейское отделение коврового техникума, еврейские клубы.
- Предприятие Дербентский хлебозавод начало свою работу в 1936 году. Абрамов Николай Ханукаевич возглавлял это предприятие 25 лет.
- В 1946 году Сави Рафаилович Пейсахов возглавил швейную фабрику им. Крупской
- В 1948 году было отменено преподавание на еврейско-татском языке, и все школы горских евреев были закрыты.
- В 1959 году директором строящегося завода «Радиоэлемент» назначают Семена Азарьевича Ильдатова. 1970 год — перевод Ильдатова на работу директором пивзавода.
- В 1960 году в Дербенте была открыта ковровая фабрика «имени XXIII съезда КПСС», выпускающая ворсовые ковры ручной выработки отличного качества.
- С 1970-х годов идёт репатриация евреев Дербента в Израиль, что самым негативным образом отражается на экономическом, культурном и общественном облике города Дербент.[69][70]
- 19 сентября 2015 года — празднование 2000-летия города Дербента (дата присвоения статуса «город»).

## Население
| 1856     | 1897     | 1926     | 1931     | 1939     | 1959     | 1962     | 1967     | 1970     | 1973     | 1976     |
| -------- | -------- | -------- | -------- | -------- | -------- | -------- | -------- | -------- | -------- | -------- |
| 13 900   | ↗14 600  | ↗23 100  | ↗27 500  | ↗34 100  | ↗47 318  | ↗52 000  | ↗59 000  | ↘57 192  | ↗61 000  | ↗64 000  |
| 1979     | 1982     | 1986     | 1987     | 1989     | 1992     | 1996     | 1998     | 2000     | 2001     | 2002     |
| ↗69 575  | ↗75 000  | ↗81 000  | ↗83 000  | ↘78 371  | ↗82 000  | ↗90 000  | ↗91 100  | ↗93 100  | ↗94 200  | ↗101 031 |
| 2003     | 2004     | 2005     | 2006     | 2007     | 2008     | 2009     | 2010     | 2011     | 2012     | 2013     |
| ↘101 000 | ↗103 100 | ↗104 800 | ↗106 300 | ↗107 700 | ↗109 000 | ↗110 659 | ↗119 200 | ↗120 000 | ↘119 476 | ↗119 813 |
| 2014     | 2015     | 2016     | 2017     | 2018     | 2019     | 2020     | 2021     | 2023     | 2024     | 2025     |
| ↗120 470 | ↗121 251 | ↗122 354 | ↗123 162 | ↗123 720 | ↗124 677 | ↗125 832 | ↘124 953 | ↗126 078 | ↗127 084 | ↗128 141 |

На 1 января 2025 года по численности населения город находился на 134-м месте из 1124 городов Российской Федерации.

### Национальный состав
По данным Всероссийской переписи населения 2021 года:
| Народ         | Численность, чел. | Доля от всего населения, % |
| ------------- | ----------------- | -------------------------- |
| лезгины       | 44 437            | 35,56 %                    |
| азербайджанцы | 42 909            | 34,34 %                    |
| табасараны    | 14 854            | 11,89 %                    |
| даргинцы      | 6 159             | 4,93 %                     |
| русские       | 3 714             | 2,97 %                     |
| агулы         | 3 679             | 2,94 %                     |
| рутульцы      | 922               | 0,74 %                     |
| кумыки        | 735               | 0,59 %                     |
| аварцы        | 685               | 0,55 %                     |
| горские евреи | 620               | 0,50 %                     |
| лакцы         | 530               | 0,42 %                     |
| другие        | 1 745             | 1,40 %                     |
| не указали    | 3 853             | 3,08 %                     |
| Всего         | 124 953           | 100,0 %                    |

Динамика изменения национального состава по данным переписей населения СССР и РФ:
| Год переписи                         | 1886           | 1926 год            | 1939 год               | 1959 год               | 1970 год               | 1979 год               | 1989 год               | 2002 год               | 2010 год                |
| ------------------------------------ | -------------- | ------------------- | ---------------------- | ---------------------- | ---------------------- | ---------------------- | ---------------------- | ---------------------- | ----------------------- |
| лезгины                              | нет данных     | 868 чел. (3,8 %)    | ↗ 1 678 чел. (4,9 %)   | ↗ 4 589 чел. (9,7 %)   | ↗ 6 477 чел. (11,4 %)  | ↗ 11 013 чел. (16,3 %) | ↗ 16 993 чел. (21,8 %) | ↗ 32 955 чел. (32,6 %) | ↗ 40 188 чел. (33,71 %) |
| азербайджанцы                        | 1 169 (7,7 %)  | 7 830 чел. (33,9 %) | ↗ 8 734 чел. (25,6 %)  | ↗ 11 190 чел. (23,6 %) | ↗ 14 381 чел. (25,3 %) | ↗ 17 875 чел. (26,5 %) | ↗ 21 600 чел. (27,7 %) | ↗ 32 064 чел. (31,7 %) | ↗ 38 523 чел. (32,32 %) |
| евреи                                | 2 568 (16,8 %) | 6 597 чел. (28,6 %) | ↗ 7 604 чел. (22,3 %)  | ↗ 11 705 чел. (24,7 %) | ↘ 10 139 чел. (17,8 %) | ↗ 12 918 чел. (19,2 %) | ↗ 13 119 чел. (16,9 %) | ↘ 2 038 чел. (2,0 %)   | ↘ 1 345 чел. (1,13 %)   |
| табасараны                           | нет данных     | нет данных          | 152 чел. (0,4 %)       | ↗ 1522 чел. (3,2 %)    | ↗ 3296 чел. (5,8 %)    | ↗ 6183 чел. (9,2 %)    | ↗ 8776 чел. (11,3 %)   | ↗ 15 606 чел. (15,4 %) | ↗ 18 839 чел. (15,80 %) |
| даргинцы                             | нет данных     | нет данных          | 769 чел. (2,3 %)       | ↗ 1 591 чел. (3,4 %)   | ↗ 2 340 чел. (4,1 %)   | ↗ 2 835 чел. (4,2 %)   | ↗ 3 242 чел. (4,2 %)   | ↗ 5 582 чел. (5,5 %)   | ↗ 6 692 чел. (5,61 %)   |
| русские                              | 1 561 (10,2 %) | 5499 чел. (23,8 %)  | ↗ 11 211 чел. (32,9 %) | ↗ 12 310 чел. (26,0 %) | ↘ 11 284 чел. (19,8 %) | ↘ 10 404 чел. (15,4 %) | ↘ 7 644 чел. (9,8 %)   | ↘ 5 073 чел. (5,0 %)   | ↘ 4 450 чел. (3,73 %)   |
| агулы                                | нет данных     | нет данных          | нет данных             | нет данных             | нет данных             | 492 чел. (0,7 %)       | ↗ 1147 чел. (1,5 %)    | ↗ 2956 чел. (2,9 %)    | ↗ 3 775 чел. (3,17 %)   |
| армяне                               | нет данных     | 812 чел. (3,6 %)    | нет данных             | нет данных             | нет данных             | нет данных             | нет данных             | нет данных             | ↗ 1 367 чел. (1,14 %)   |
| рутульцы                             | нет данных     | нет данных          | нет данных             | нет данных             | нет данных             | 236 чел. (0,4 %)       | ↗ 392 чел. (0,5 %)     | ↗ 716 чел. (0,7 %)     | ↗ 921 чел. (0,77 %)     |
| аварцы                               | нет данных     | нет данных          | 182 чел. (0,5 %)       | ↘ 107 чел. (0,2 %)     | ↗ 398 чел. (0,7 %)     | ↗ 772 чел. (1,1 %)     | ↘ 271 чел. (0,3 %)     | ↗ 442 чел. (0,45 %)    | ↗ 541 чел. (0,45 %)     |
| кумыки                               | нет данных     | нет данных          | 275 чел. (0,8 %)       | ↗ 443 чел. (0,9 %)     | ↗ 539 чел. (0,9 %)     | ↗ 829 чел. (1,2 %)     | ↘ 441 чел. (0,6 %)     | ↗ 552 чел. (0,5 %)     | ↘ 473 чел. (0,40 %)     |
| лакцы                                | нет данных     | нет данных          | 120 чел. (0,3 %)       | ↗ 252 чел. (0,5 %)     | ↗ 361 чел. (0,6 %)     | ↗ 526 чел. (0,8 %)     | ↘ 451 чел. (0,6 %)     | ↘ 436 чел. (0,4 %)     | ↗ 472 чел. (0,40 %)     |
| другие и не указавшие национальность | 8.994 (58,9 %) | 1 490 чел. (6,5 %)  | 3 327 чел. (9,8 %)     | 3 609 чел. (7,6 %)     | 7 654 чел. (13,5 %)    | 3 339 чел. (5,0 %)     | 3 775 чел. (4,8 %)     | 2 611 чел. (2,6 %)     | 1 614 чел. (1,35 %)     |
| всего                                | 15.265 (100 %) | 23 097 чел. (100 %) | ↗ 34 052 чел. (100 %)  | ↗ 47 318 чел. (100 %)  | ↗ 56 869 чел. (100 %)  | ↗ 67 422 чел. (100 %)  | ↗ 77 851 чел. (100 %)  | ↗ 101 031 чел. (100 %) | ↗ 119 200 чел. (100 %)  |

Относительно Дербента XV—XVI вв. В. В. Бартольд сообщал:

В это время Дербент описывается уже не как арабский, а как тюркский город; анонимный венецианский купец сообщает в начале XVI в., что жители говорили «по-черкесски или по-турецки». О том, как и когда арабское население было вытеснено тюркскими пришельцами, мы не имеем никаких сведений. Этот процесс, очевидно, связан с постепенной тюркизацией Азербайджана и остальных северо-западных провинций Персии со времени сельджукской династии, однако имя упомянутого выше Сейф ад-дина ас-Сулами показывает, что в Дербенте VI/XII в. преобладали всё ещё арабы, а не тюрки.

По сведениям немецкого путешественника Адама Олеария, посетившего Дербент в 1638 году, этнический состав города был следующим: жители верхней части состояли из [тюркских] племён аюрумлу и койдурша, средняя часть была заселена персами (современные таты), а нижняя часть — греками.
По описанию советника Петра I, в начале XVIII века, вблизи Каспийского моря и Дербента жили лезгины, которые совместно с газикумуками совершали набеги на город.
По данным русского историка С. М. Броневского в Дербенте

В 1796 году сочтено домов 2 189, монетный двор один, лавок 450, мечетей 15, караван-сараев 6, фабрик шёлковых 30, фабрик бумажных 113, разных мастеровых лавок 50, жителей обоего пола с небольшим 10 тысяч, кроме некоторого числа армян, говорят и пишут персидским языком, называемым фарс, но простонародно употребляют испорченное татарское наречие.

В 1860—1870 года к населению Дербента добавились горские евреи и русские, но персы и азербайджанцы продолжали численно преобладать.
В 1873 году А. В. Комаров про азербайджанецев Дербента писал следующее: 

Различаются между собою следующие тюркские племена: 1) караманлы, переселенные шахом Исмаилом в 1509 году из Тебриза, 2) курчи, пришедшие при шахе Тахмаспе в 1540 году, 3) боят (или баят) при шахе Аббасе в конце XVI века, 4) микри, пришедшие при шахе Надире в 1741 году
.
Сборник материалов для описания местностей и племен Кавказа (выпуск 11, 1891) указывал, что татар в городе чуть менее 2/3 всего населения — 9490 человек. Остальное население состояло из евреев (2003 человека), русских (1745 человек), армян (947 человек) и представителей других национальностей (133 человека).
По данным переписи 1897 года в городе проживало 14 649 чел. из которых своим родным языком указали татарский (преимущественно азербайджанский) — 9767 чел., еврейский — 2181 чел., русский (в том числе малорусский и белорусский) — 1092 чел. Примерно в это же время в Дербенте отмечается небольшое количество лезгин.
Профессора Алиев Б. Г. и Умаханов М. К. в своей монографии, посвященной исторической географии Южного Дагестана, отмечают, что «безусловно, в Дербенте и Дербентском ханстве проживало много представителей народов южного Дагестана — лезгин, табасаранцев и т. д., хотя и нет конкретных данных о них. В этом же труде авторы указывают, что В XVII в. на этнический состав населения Дербента и Дербентского ханства значительно повлияла переселенческая политика иранского шаха Аббаса I, который, стремясь превратить Дербент в опорную базу в борьбе за подчинение своей власти народов Дагестана, изгонял местное население (суннитов) из города, в который переселил из Ирана 400 семейств баятского племени и создал им хорошие условия жизни».
Согласно Энциклопедии ислама в начале XX века этно-религиозный состав населения города был следующим: 57 % — мусульмане, 18 % — русские, 16 % — евреи, и 7 % — армяне.
В Дербенте проживает большая многотысячная шиитская диаспора.
Согласно последним данным переписи населения, в г. Дербенте преобладающим большинством являются народы лезгинской языковой ветви нахско-дагестанской семьи — 53,5 %.

### Еврейская община
Евреи начали селиться в Дербенте ещё в античные времена, после разрушения Первого Иерусалимского Храма.
Еврейское население Дербента и его окрестностей — потомки строителей комплекса оборонительных сооружений (крепость и северную стену) и колонистов военного гарнизона, который здесь основал в VI веке (после 562 года) по своему приказу персидский правитель Хосров I Ануширван «Бессмертный душою» (531—579 гг.) из династии Сасанидов.

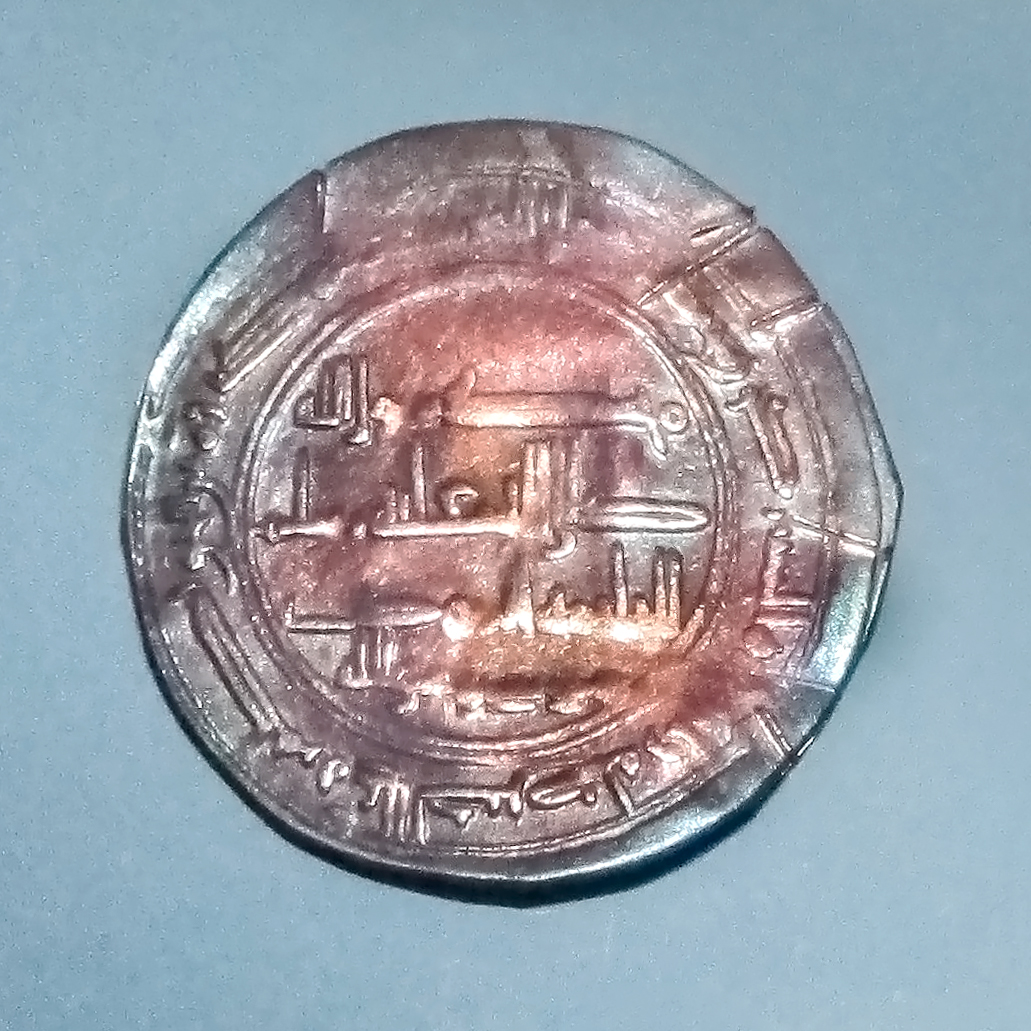
Хазарская серебряная монета с легендой на арабском языке:
«Моисей — посланник Бога». Готландский исторический музей (Висбю, Швеция)

В состав горских евреев вошли также более поздние переселенцы из Ирана, Ирака и Византии.
Во время хазарского правления составляли важный элемент города.
Еврейско-хазарская переписка, в частности письмо Шехтера, также упоминает Дербент и местных евреев в процессе принятия иудаизма хазарами.
Огромную роль в деятельности Великого шёлкового пути сыграли еврейские купцы-рахдониты Дербента.
Лев Гумилёв писал:
«Дорога» по-персидски — rah, корень глагола «знать» — don; знающие дороги — рахдониты. Так называли еврейских купцов, захвативших в свои руки монополию караванной торговли между Китаем и Европой.
То, что путешествующие евреи VIII века названы персидским словом «рахдониты», показывает, что основу этой торговой компании составили выходцы из Вавилонской, то есть иранской, общины, бежавшие от халифа Абд ал-Мелика в 690 году. Потом к ним добавились евреи из Византии, но до тех пор, пока на границах Согда и халифата, Китая и Тюркютского каганата шли постоянные войны, торговля встречала препятствия.
Когда же эти войны прекратились, а Китай после восстания Ань Лушаня (756—763 года) лежал в развалинах и продавал шелк дёшево, рахдониты развернулись. Они освоили не только восточный путь, по которому шел шелк в обмен на золото, но и северный — из Ирана на Каму, по которому текло серебро в обмен на меха.

Хазария лежала как раз на перекрестке этих путей.
Торговый путь вдоль западного берега Каспия и Волги соединял страны Среднего Востока с Хазарией, Русью, Волжской Булгарией, Дербент был на нём важным узлом.

Это был порт для судов, плывущих из Ирана в Итиль — столицу Хазарии, в нём производилась перегрузка товаров с кораблей на вьючные караваны, идущие в Закавказье.

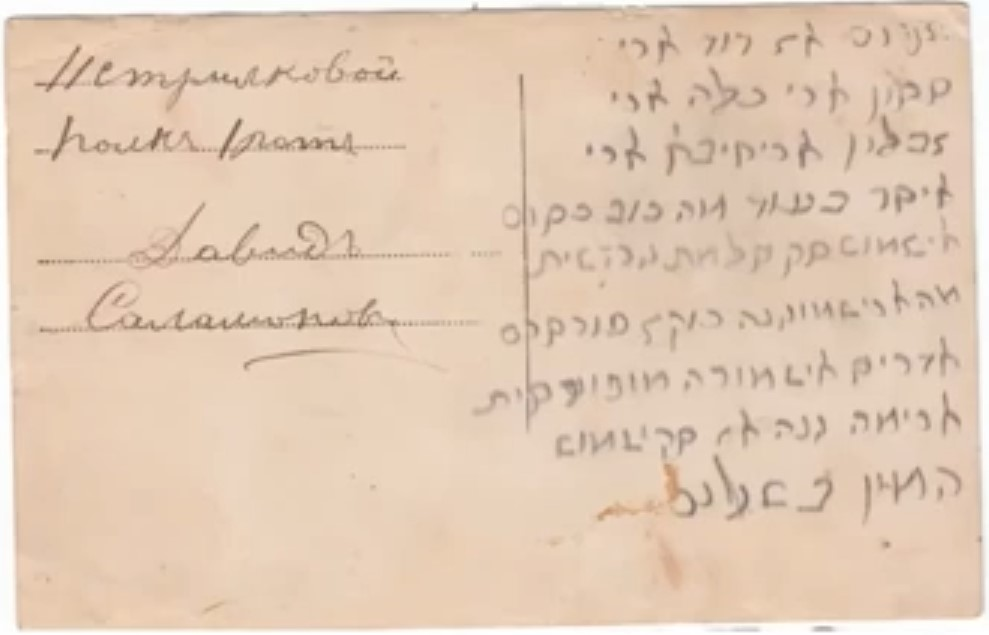
Письмо с фронта на джуури от Давида Соломонова.
Первая Мировая война. 1914 год.

По величине и значению Дербент превосходил Ардебиль и Тифлис и приравнивался к Берде — бывшей столице халифского наместника на Кавказе.
Здесь чеканились монеты. Самая ранняя медная монета в Дербенте была отчеканена в 794 году.
Чеканка собственной монеты в Дербенте, как правило, совпадала с усилением самостоятельности Дербентского княжества.
В 1999 году в деревне Спиллингс на острове Готланд в Швеции были найдены три хазарские монеты, сделанные из высококачественного серебра, подражающие арабским дирхемам.
Две из них содержат надпись по-арабски «ард-ар-Хазар» — «Земля Хазар», а на третьей вместо традиционной надписи «Мухаммед — посланник Бога» стоит: «Моисей — посланник Бога».
К настоящему времени обнаружено пять «моисеевых» монет.
Есть гипотеза, что правители Хазарии перешли в иудаизм под влиянием евреев Восточного Кавказа (нынешних горских евреев) в начале VIII века.
Еврейско-хазарская переписка, в частности письмо Шехтера, также упоминает Дербент и местных евреев в процессе принятия иудаизма хазарами.
Согласно легенде это произошло в ходе диспута, устроенного между представителями трёх религий, причём еврейский проповедник находился при хазарском дворе, тогда как посланники от христиан и мусульман прибыли по приглашению.
Еврейская община была описана такими путешественниками, как Вениамином из Туделы (XII век) и Вильгельмом из Рубрукуса (XIII век).
Основным занятием евреев Дербента были виноградарство и виноделие, разведение марены, пришедшее в упадок к концу XIX века, с начала XX века также рыбные промыслы. В годы Гражданской войны в Дербенте поселились многие евреи из горских селений, спасавшиеся от бедствий войны.
В 1926 году в Дербенте проживали 6745 евреев, в 1939 — 8100, в 1959 — 12 700, в 1970 — 14 600, в 1979 — 12 900, в 1989 — 12 700.
Евреи Дербента говорят на горско-еврейском диалекте («джуури») татского языка, который формировался аналогично другим еврейским языкам — идишу, лади́но, киврули и т. п.
В 1928—1930-е гг. был начат процесс «татизации» горских евреев, когда на основе их языковой общности с татами был взят курс на формирование «татской социалистической нации».
После распада СССР в 1991 году большинство евреев эмигрировало из города и в 2002 году в городе насчитывалось 2000 евреев.
12 июля 2018 года на территории еврейского кладбища состоялось торжественное открытие мемориала «Бессмертный полк».

#### Евреи Дербента в переписях
| Год  | Численность, чел. | Доля от всего населения города,% |
| ---- | ----------------- | -------------------------------- |
| 1886 | 2 568             | 16,8 %                           |
| 1897 | 2181              | 14,9 %                           |
| 1926 | 6 597             | 28,6 %                           |
| 1939 | 7 604             | 22,3 %                           |
| 1959 | 11 705            | 24,7 %                           |
| 1970 | 10 139            | 17,8 %                           |
| 1979 | 12 918            | 19,2 %                           |
| 1989 | 13 119            | 16,9 %                           |
| 2002 | 2 038             | 2,0 %                            |

- Горские евреи
- Горско-еврейская литература
- Горско-еврейский театр
- База данных воинов — горских евреев

### Армянская община

#### IV—XI века
Армянское население в Дербенте известно с древних времен и оставило свой отпечаток в истории и облике города. По свидетельствам автора VI века Захария Ритора, армянские миссионеры вели в Дербенте активную просветительскую деятельность, обращая местное население в христианство. Согласно «Житие Маштоца», написанном Корюном в середине V века, армянский ученый Месроп Маштоц на основе созданного им в 405 году н. э. армянского алфавита разработал письменность для языка албан и приехав в город Дербент, при содействия местного правителя — Асвагена, открыл в городе школы, в которых христианству преподавали приехавшие из Армении священники и епископы. В Дербенте в IV веке погиб мученической смертью внук первого католикоса Армянской Апостольской церкви Григория Просветителя — Святой Григорис, которого католикос всех армян Святой Вртанес I (сын Григория Просветителя и отец Григориса) назначил первым епископом Кавказской Албании. В 640—880 годах, с приходом арабов, Дербент административно входит в состав Армянского эмирата (Эмират аль-Арминия) — одного из автономных территориальных единиц Арабского Халифата, со столицей в городе Двин (близ современного Еревана). Около 703 года была ликвидирована автокефальная Церковь Кавказской Албании и включена в состав Армянской Апостольской церкви, в подчинении которой находилась ранее до 550 года. Строители благословенные армянским патриархом отправлялись в Дербент для строительства христианских культовых сооружений. Священнослужители назначались из Армении, а католикосы рукополагались верховным католикосом всех армян. Богослужение в храмах Дербента велось на армянском языке (грабар). Христиане Дербента окончательно переходят на армянский язык и становятся частью армянского народа. Основное же население города, состоявшее из язычников, с приходом арабских войск, принимают ислам. Подвергается арменизации также правящая элита из рода Арраншахиков.

#### XI—XVIII века
В XI веке Дербент был захвачен турками-сельджуками. Большое число армян покидают город под давлением захватчиков. Позже, с вхождением в состав Персидской империи, в городе появляется крупный армянский купеческий класс населения, состоящий, главным образом, из жителей Нахичевани. Основной поток армянской миграции из Нахичевани в Дербент приходится на XV — начало XVII веков. В XVIII веке в Дербент переселяются ок. 3,5 тысячи армян из Карабаха и Ширвана (из Баку и Шемахи) для работы в сферах выращивания винограда, виноделия и разных ремесел. В XVIII веке, персы отняли у армянской общины города их церковь и переделали в шиитскую мечеть. После Каспийского похода Петра I в начале XVIII века и вторжения генерала Зубова в конце XVIII века армяне Дербента и близлежащих сел вместе с отступающими русскими войсками ушли в Россию, не желая оставаться под властью Сефевидов.

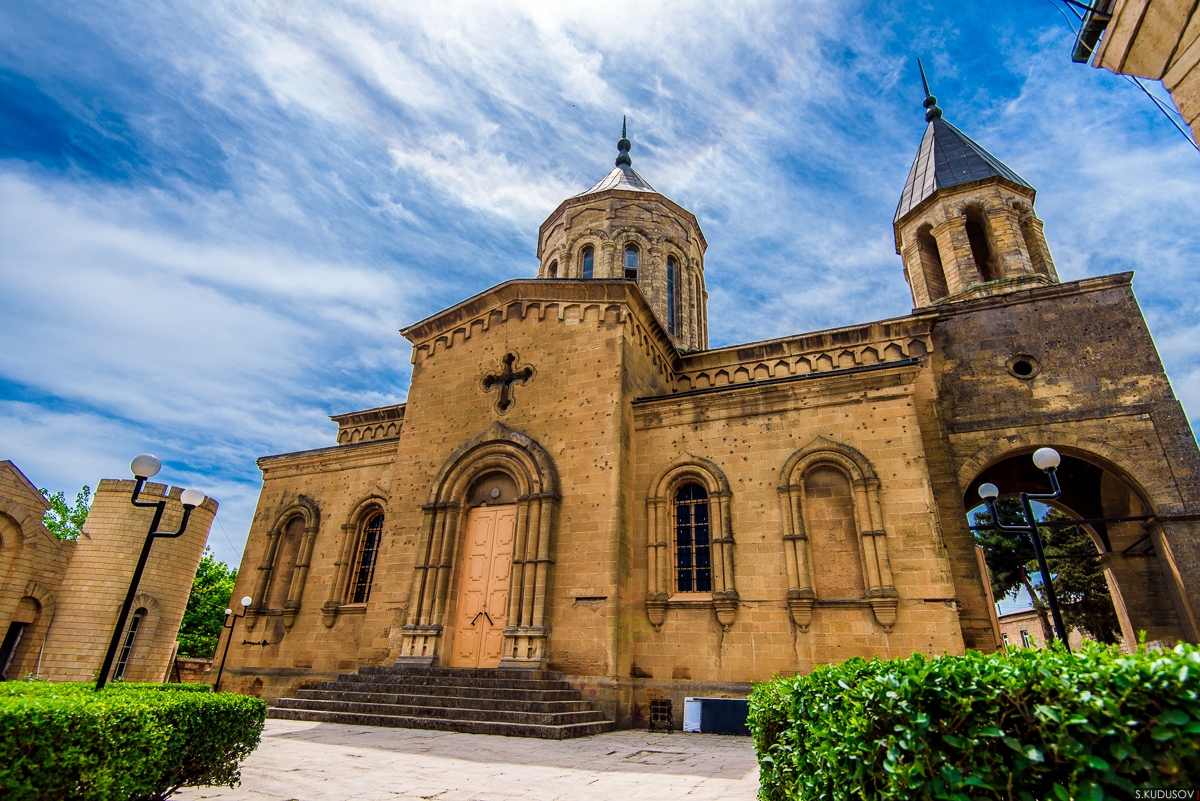
Армянская Апостольская церковь Святого Всеспасителя, 1860 год

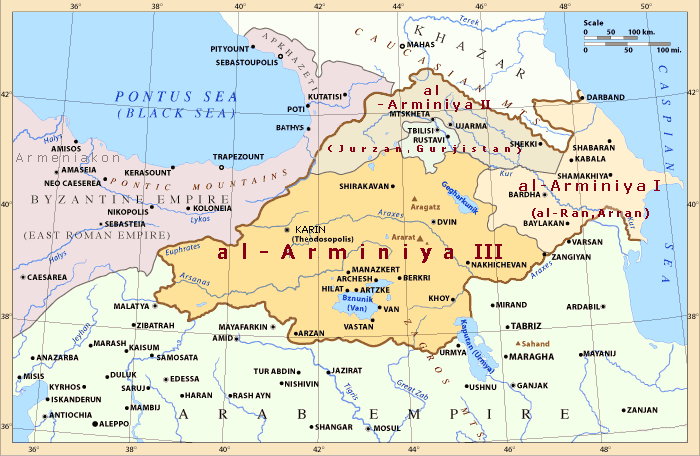
Дербент в составе Армянского эмирата в VII—IX веках

В 1770-х в городе побывал немецкий путешественник и натуралист Самуил Георг Гмелин, который рассказывая о Дербенте отмечал, что крепость составляет лишь малую часть города. По его словам, армяне под предводительством Оришбека жили в центре крепости, где их дома располагались в непосредственной близости к замку правителя. Кроме этого армяне жили вне крепости, в нижней части города. Основным занятием армян было рукоделие, хлебопашество и скотоводство. При этом они не платили хану никаких податей. Вместо них они должны были в городе и крепости выполнять роль полицейских (нести полицейские повинности).

#### XIX век — наши дни
В начале XIX века (после присоединения Дагестана к России) в Дербенте начала восстанавливаться армянская община. Помимо бывшей церкви Сурб Аменапркич, в 1870 году была построена армянская церковь Сурб Аствацацин. Во второй половине XIX века были открыты армянские приходские школы. В начале XX века в Дербенте проживало около 3000 армян, которые составляли 7 % населения города.
Последняя перепись 2010 года показала в городе 1677 армян, что составляет чуть более 1 % населения.

### Азербайджанцы Дербента
Азербайдажнцы преимущественно проживают в старинных кварталах-магалах исторической части Дагестанского города и значительная часть представителей общины исповедует ислам шиитского толка. По оценкам представителей общины, на начало 2002 года численность составляла 40 000 человек из общего числа 101 000 жителей.

## Местное самоуправление
Глава администрации городского округа:
- Ахмед Кулиев[140]

Председатель собрания депутатов (местного самоуправления):
- Мавсум Рагимов

## Промышленность
- Дербентский коньячный комбинат. Предприятие было построено ещё в 1902 году как завод, а затем (в 1960 г.) стало комбинатом[141]. Выпускает коньяки разных марок.
- Дербентский завод игристых вин. Открыт в 1977 году[142]. Завод является единственным в России по выпуску шампанского в сувенирных и даже хрустальных бутылках.
- Дербентский консервный комбинат. Построен в 1930 году[143].
- Дербентский мясокомбинат. Основан на базе скотобойни[144].
- Дербентский молочный комбинат. Начал свою работу в 1937 году[145].
- Дербентский хлебозавод. Работает с 1936 года[146].
- Завод «Электросигнал». Функционирует с 1959 года[147].
- Дербентский строительный комбинат был построен в 1951 году. Занимается сборкой панельных домов[148]. Предприятие находится в хорошем состоянии и выстроило в городе уже целый микрорайон.
- НИИ «Волна». Научно-исследовательский институт занимается разработкой и производством авиационных аппаратов внутренней связи для самолётов гражданской авиации[149].
- ООО «Дербентская винодельческая компания» — молодое современное предприятие, которое начало производство тихих и игристых вин в 2018 году.

### Упразднённые предприятия
- Крапповая фабрика. Работала в 1863—1876 гг. Фабрика перерабатывала марену (растение, содержащее краситель) в крапп (краситель). После изобретения искусственного красителя в 1873 году она была закрыта[150].
- Ореходробильный завод. Был построен в 1932 году. Завод занимался очисткой ядер грецких орехов, которые затем доставлялись на пищевые предприятия Центральной России. В 1936 году вошёл в состав Дербентского консервного завода[151]. В 50-е перепрофилирован под соковое производство.

## Транспорт

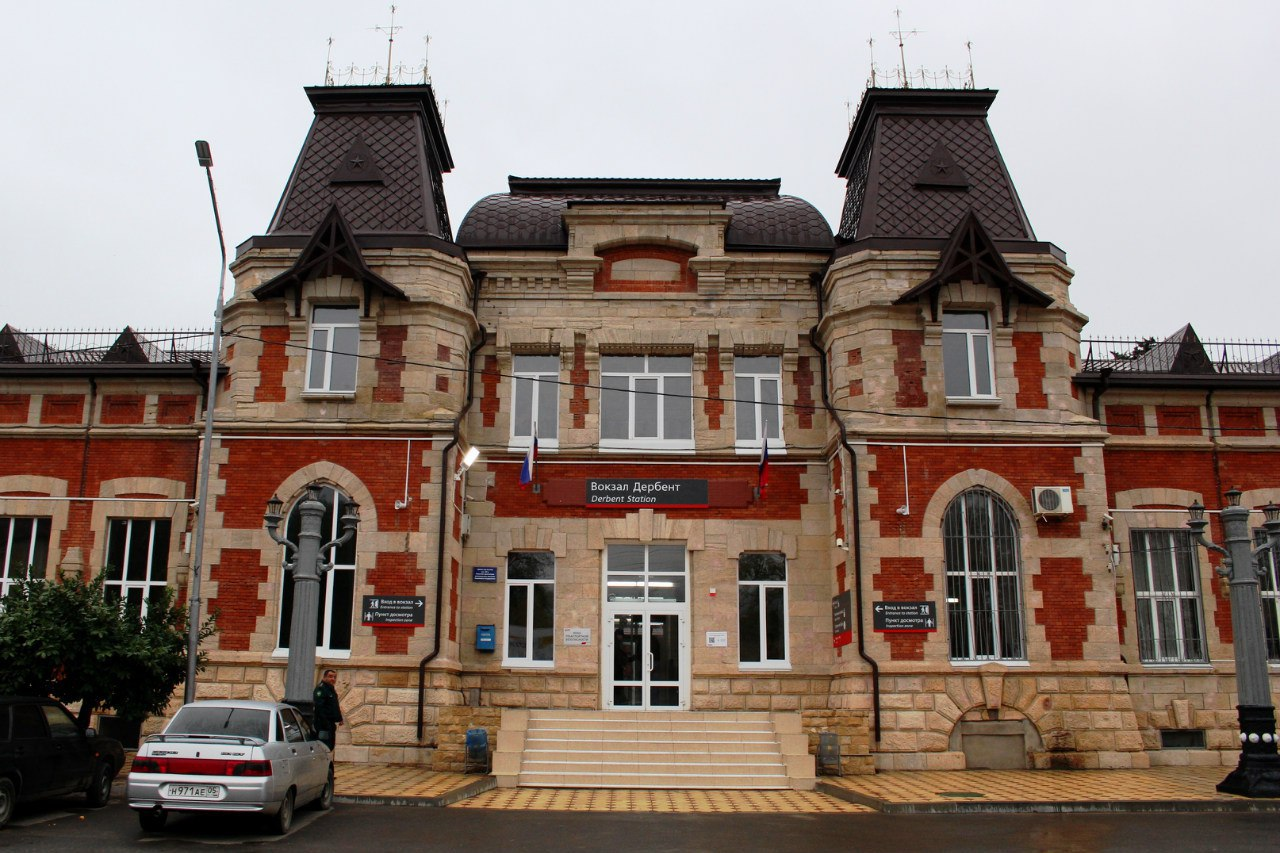
Железнодорожный вокзал в Дербенте

- Вокзал на Северо-Кавказской железной дороге. Маршруты:
  - Дальние
    - Дербент — Москва
    - Дербент — Санкт-Петербург
    - Дербент — Астрахань — Волгоград
    - Дербент — Баку
    - Дербент — Тюмень

  - Пригородные
    - Дербент — Махачкала
    - Дербент — Хасавюрт
- Железнодорожные станции:
  - Дербент
- «Северный» и «Южный» автовокзалы
- Такси
- Маршрутные такси. 8 маршрутов: 1, 2, 5, 6, 8, 9, 11, 12.
- Автобусы. 4 маршрута: 3, 4, 7, 10.

## Герб Дербента

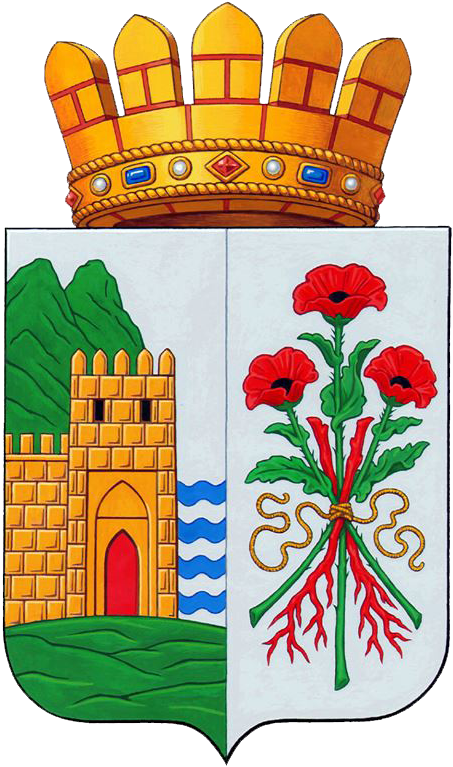
Герб Дербента, утверждённый в 2013 году

Герб Дербентского уезда утверждён царским правительством 21 марта 1843 года вместе с другими гербами Каспийской области Российской империи, к которой относился тогда город. Позже эта символика на протяжении 170 лет была гербом города Дербент.
Флаг города пока не утверждён.
Описание старого герба

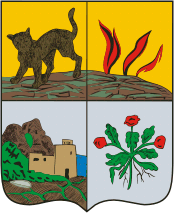
Старый герб города

«В первом золотом поле (повторяющем часть герба Каспийской области) находится — стоящий тигр; во втором золотом поле — вылетающий струями из земли воспламенённый газ; в третьем серебряном поле — старая крепостная стена с воротами, упирающаяся с одной стороны в хребет гор, а с другой —примыкающая к морю, в четвёртом серебряном поле — переплётшиеся корни растения марены и несколько стеблей мака, перевязанных золотой верёвкою».
Марена и мак изображены в знак того, что жители с большим успехом занимаются обрабатыванием первой и разводят последний для приготовления из него лечебного опиума (ширяк).

#### Геральдическое описание (блазон) герба города Дербента[155]
«В рассечённом щите:
- справа: в серебряном поле на зелёной земле — гора того же цвета о двух вершинах, выходящая справа, и перед ней — золотая зубчатая башня с двумя чёрными бойницами, червлёной аркой и отходящей вправо за край щита золотой же стеной; слева от башни в поле понижено показаны четыре лазоревых волнистых пояса;
- слева: три червлёных, с чёрными сердцевинами, маковых цветка на зелёных, с такими же листьями, стеблях: один в столб и два накрест, — связанные золотым шнуром накрест с двумя червлёными корнями марены, также накрест.
- Щит увенчан муниципальной короной — золотой о пяти видимых остроконечных зубцах, имеющей червлёную муровку (швы) и — по нижнему краю — золотой обруч, украшенный самоцветами».

Геральдическая правая сторона находится слева при виде от зрителя; геральдически левая — справа.
Корона, венчающая щит, является геральдической короной достоинства, приличествующей городу Дербенту как муниципальному образованию, имеющему статус городского округа. Дополняющий её обруч с самоцветами обозначает, что в историческом прошлом город Дербент был столицей государства (Дербентского эмирата); червлёная (красная) муровка каменной кладки указывает на то, что город также был столицей одноимённой губернии в составе Российской империи.
Герб может воспроизводиться как в полной версии (с короной), так и в сокращённой (без короны). Обе версии герба равноправны и имеют одинаковый статус.
Герб Дербента утверждён к 2000-летнему юбилею (празднование которого на федеральном уровне намечено на сентябрь 2015 г.) основания города решением Собрания депутатов городского округа «город Дербент» за № 24-4 от 15 апреля 2013 года.
Решением Геральдического совета при Президенте Российской Федерации герб муниципального образования городской округ «город Дербент» внесён в Государственный геральдический регистр РФ под регистрационным номером 9083, о чём выдано соответствующее свидетельство.

## Здравоохранение
- Центральная городская больница
- Центральная районная поликлиника
- Детская поликлиника
- Межрайонный диагностический центр[156]

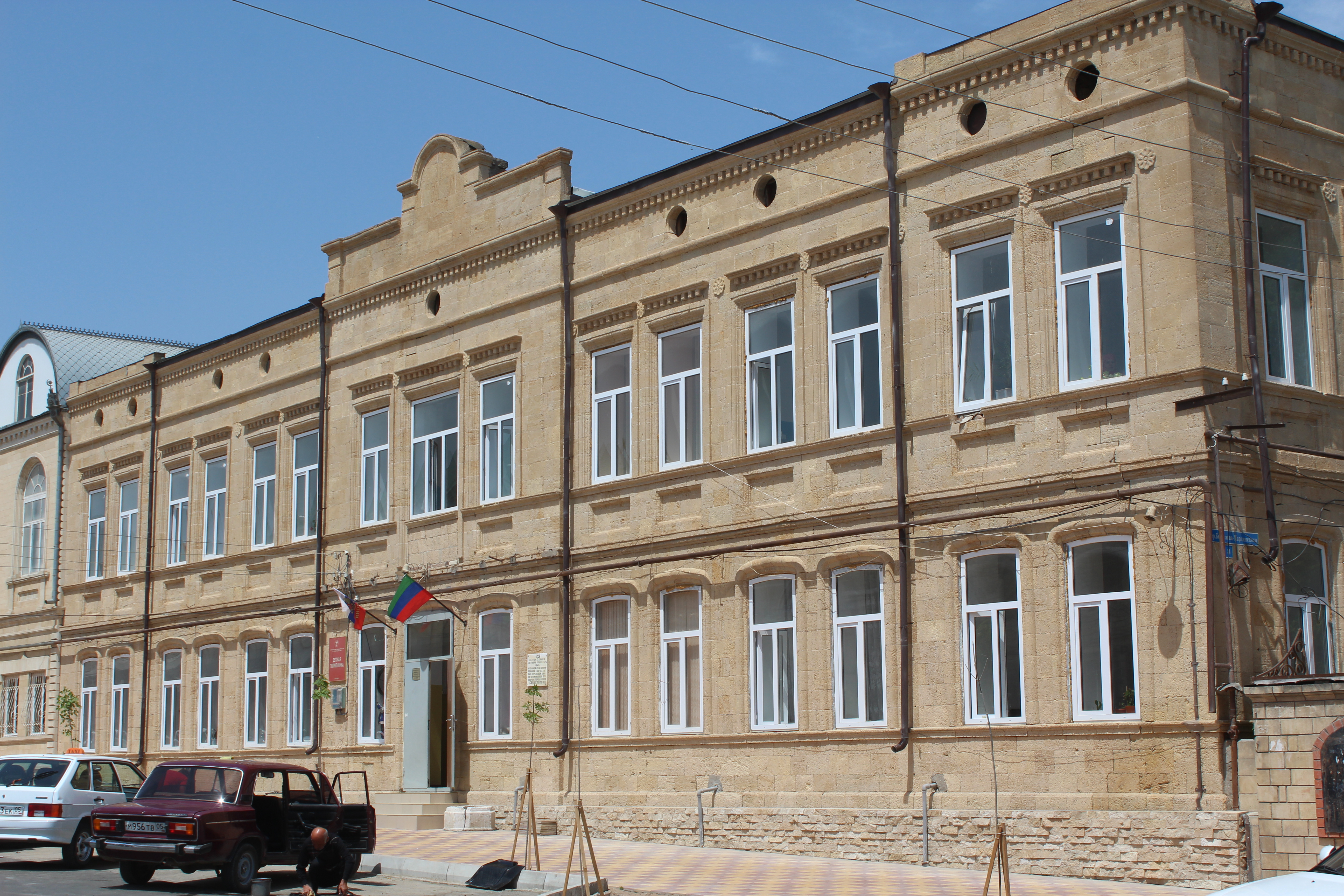
Детская поликлиника

- Межрайонный противотуберкулёзный диспансер
- Государственная аптека № 149

## Кинотеатры
В городе до 1917 года было 3 частных кинотеатра:
- «Мираж» (здание сгорело в 1924 году)[157].
- «Мулен» (ныне здание передано ДЮСШ № 1).
- летний «Электро-Скеттинг».
- В 1935 году построили кинотеатр «Родина» («Кинородина»). С 2000 года здесь располагается Государственный Азербайджанский драматический театр[158].
- В 1937 году был введён в действие Клуб железнодорожников. Ныне тут находится Дом детского творчества.
- В 1983 году был построен кинотеатр «Юбилейный». В 1997 году здание передано Государственному лезгинскому музыкально-драматическому театру имени Сулеймана Стальского. Действующие кинотеатры:
- Хаял-синема — 3D кинотеатр, рассчитанный на 100 мест.

## Театр

Лезгинский театр

В Дербенте действуют 3 государственных и 1 муниципальный театр.
- Азербайджанский Государственный драматический театр[159].
- Государственный Лезгинский музыкально-драматический театр имени Сулеймана Стальского[160].
- Государственный Табасаранский драматический театр[161].
- Горско-еврейский театр.

## Образование

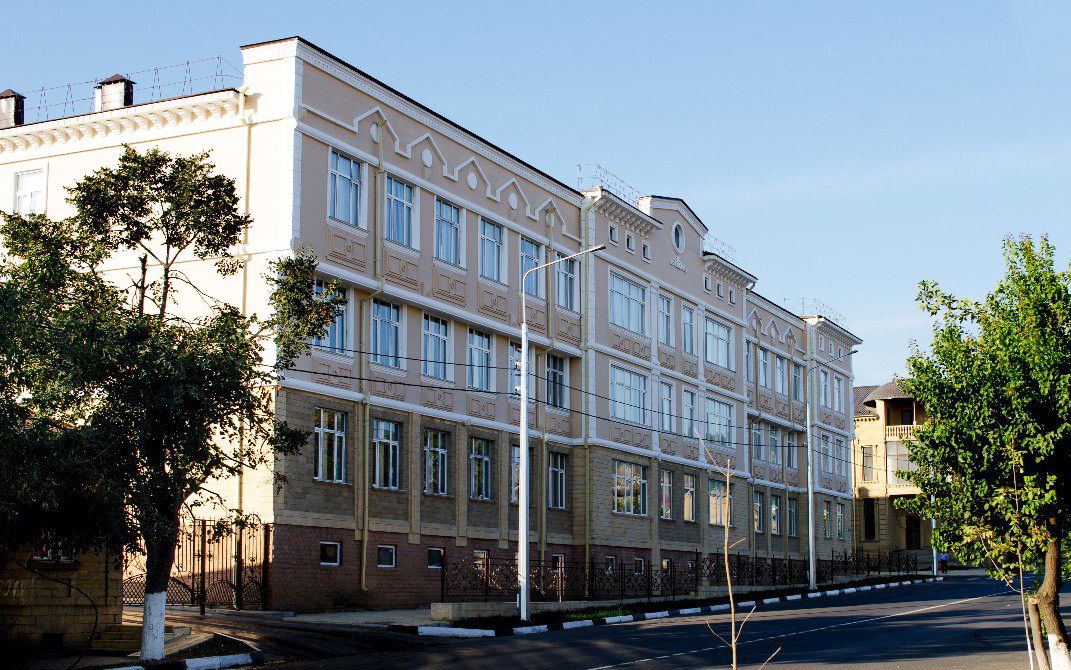
Средняя школа № 15

В городе функционируют следующие учебные заведения: Институт «Юждаг», 3 ПТУ, 3 колледжа, 1 филиал колледжа, 26 школ, 28 детсадов.

### Дербентоведение
В школах города преподаётся предмет «Дербентоведение».

### Вузы Дербента
- Институт «Юждаг» — первое самостоятельное высшее учебное заведение в Дагестане, расположенное вне Махачкалы[162]. Создан в 1992 году на базе Дербентского (впоследствии — Северо-Кавказского) филиала Киевского госуниверситета[163].
- Дербентский филиал Азербайджанского государственного экономического университета (АГЭУ). Образован в 1993 году[164].
- Дагестанская академия образования и культуры (ДАОК). Образована в 1993 году[165].
- Дербентский гуманитарный институт (ДГИ). Создан в 1993 году[166].
- Филиал ДГУ. Создан в 1994 году[167].
- Филиал ДГПУ. Создан в 1996 году[168].
- Филиал ДГТУ. Создан в 1999 году[169].
- Филиал МГГУ им. М. А. Шолохова. Начал свою работу с 1998 года[170].
- Филиал МЭСИ. Создан в 1997 году[171].
- Институт мировой экономики. Работает с 2004 года[172].
- Социально-педагогический институт. Создан в 2000 году[173].
- Филиал МИПП. Образован в 1998 году[174].
- Филиал Грозненского государственного нефтяного технического университета имени академика М. Д. Миллионщикова.

### Колледжи и училища
В Дербенте работают:
- Дербентский медицинский колледж им. Г. А. Илизарова — Создан в 1953 году[175].
- Дербентское музыкальное училище им. Д. Ш. Ашурова. Открыто в 1972 году[176].
- Педагогический колледж. Образован в 1923 году[177].
- Сельскохозяйственный колледж (Колледж экономики и права). Образован в 1926 году[178].
- Филиал Дагестанского политехнического колледжа.
- ПТУ № 4 (ковровая школа). Работает с 1903 года[179].
- ПТУ № 16 (строительная школа). Открыто в 1974 году[180].
- ПТУ № 26 (железнодорожная школа). Действует с 1924 года[181].
- ПАО Колледж бизнес-менеджмента, экономики и права. Основан в 2013 году.

## Достопримечательности

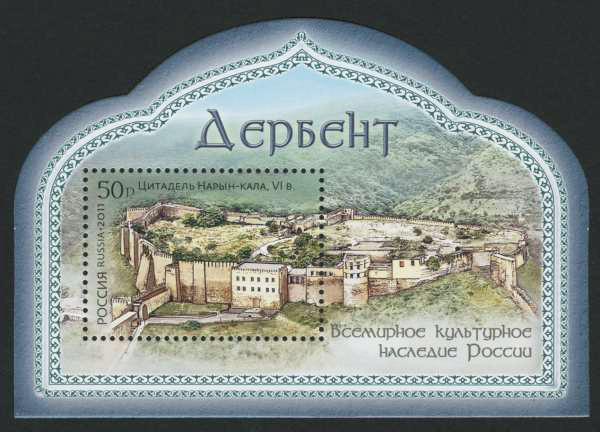
Почтовый блок России, 2011 год

### Всемирное наследие
Монументальный свидетель эпохи Великого переселения народов и выдающийся памятник оборонительной архитектуры, Дербентский крепостной комплекс выполнял оборонительные функции на протяжении 1500 лет. Он включает в себя крепость Нарын-кала, куда ведут две длинные городские стены, которые полностью перекрывали проход и уходили в море, образуя порт. В 2003 году ЮНЕСКО признало Всемирным наследием человечества старую часть Дербента с традиционной застройкой, особо выделив следующие памятники:
- Дербентская стена — двойная стена времён Сасанидов, перекрывающая Каспийские ворота. Стена на протяжении XV веков использовалась в оборонительных целях персами, арабами и монголами (ильханы, Тимуриды). Представляет собой единственный сохранившийся памятник древнеперсидского фортификационного зодчества.
- Нарын-Кала — древняя крепость площадью 4,5 га, которая возвышается над Дербентом с горы. Внутри сохранились бани, резервуары для воды на случай осады и руины древних зданий. К их числу принадлежит крестово-купольный храм V века, позднее перестроенная под храм огнепоклонников и мечеть. Шахский дворец дошёл до нашего времени в развалинах.
- мечеть Джума — древнейшая мечеть в России. Ранее это был христианский храм, захваченный арабами и переделанный в мечеть. Храм был создан задолго до появления арабов в Дербенте. Поэтому эта мечеть имеет вход с юга, а не с севера, как должно быть у мечетей. Об этом впервые написал Амри Шихсаидов в книге «Дагестанские святыни». Перед мечетью — медресе XV века.

### Городские ворота

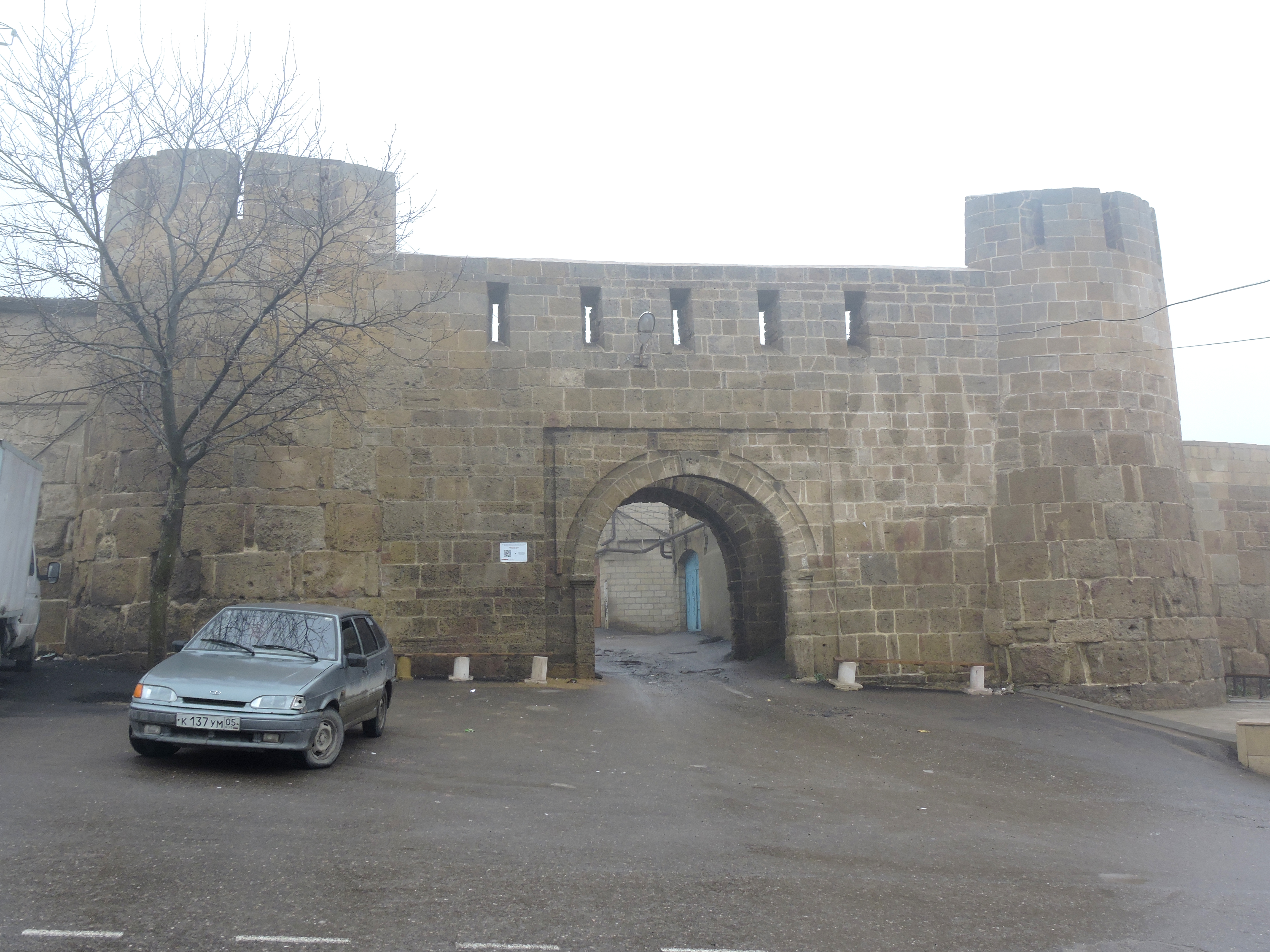
Ворота Баят-Капы
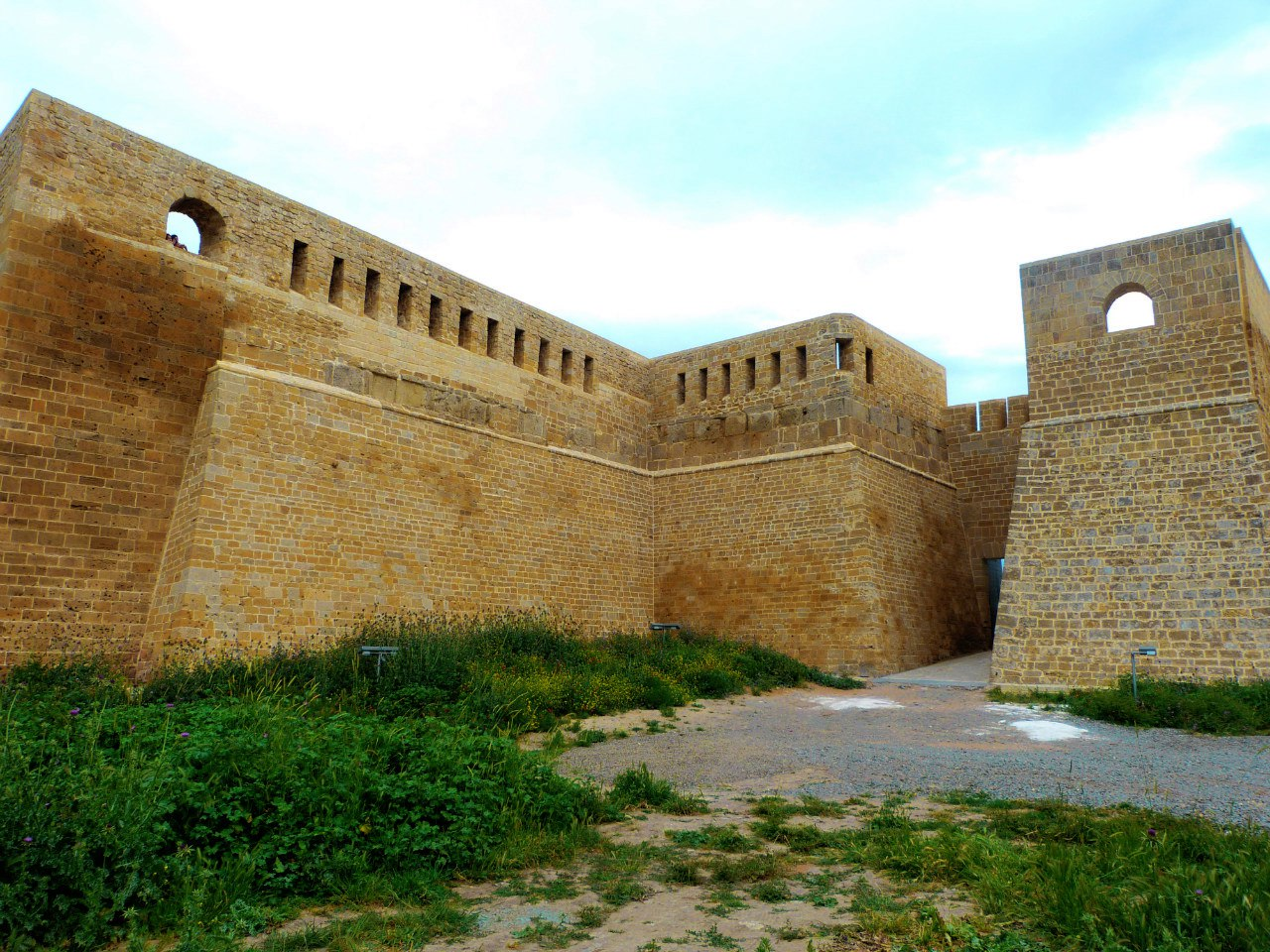
Ворота Горные ворота или Ворота позора
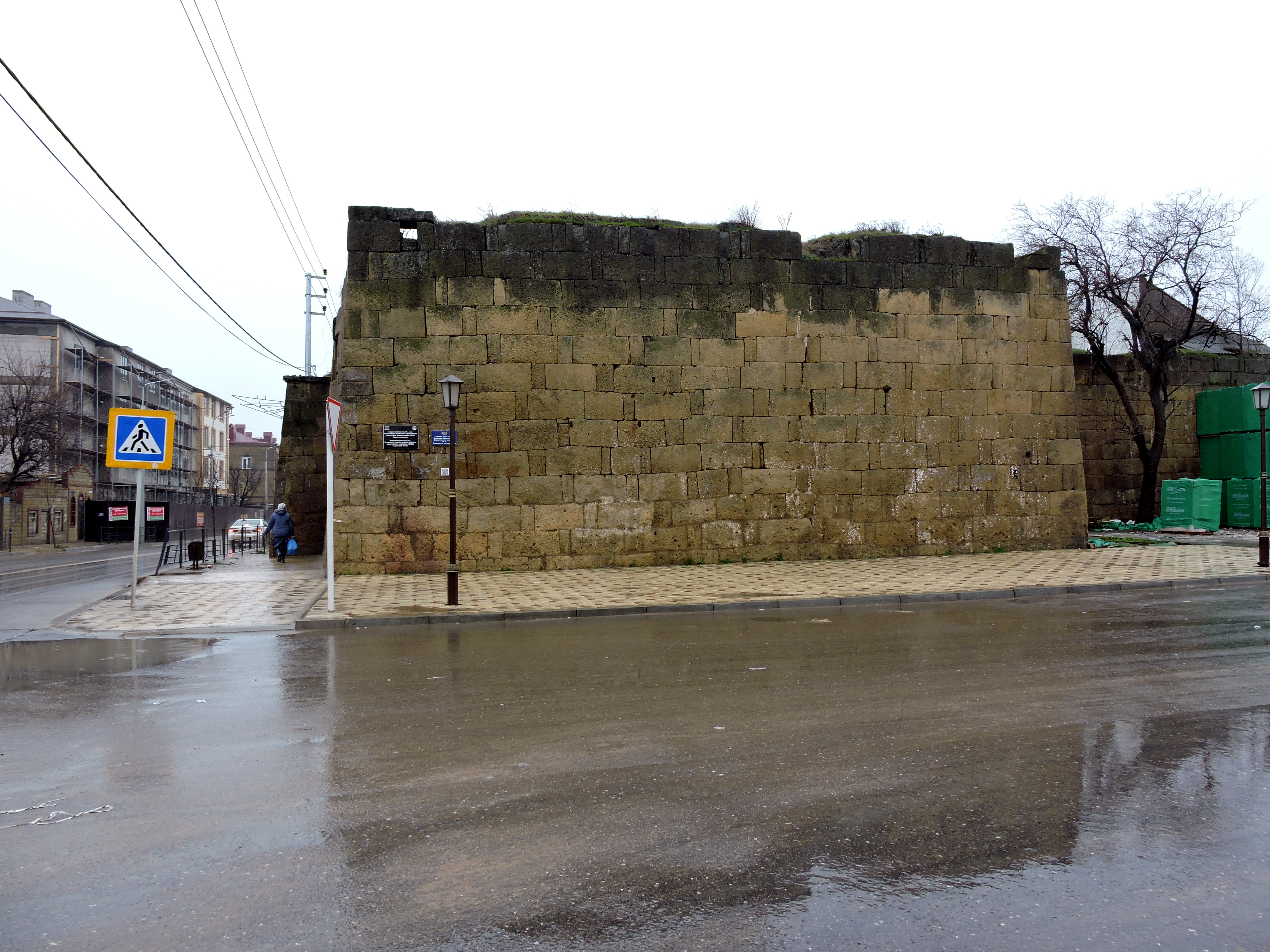
Ворота Даш-Капы
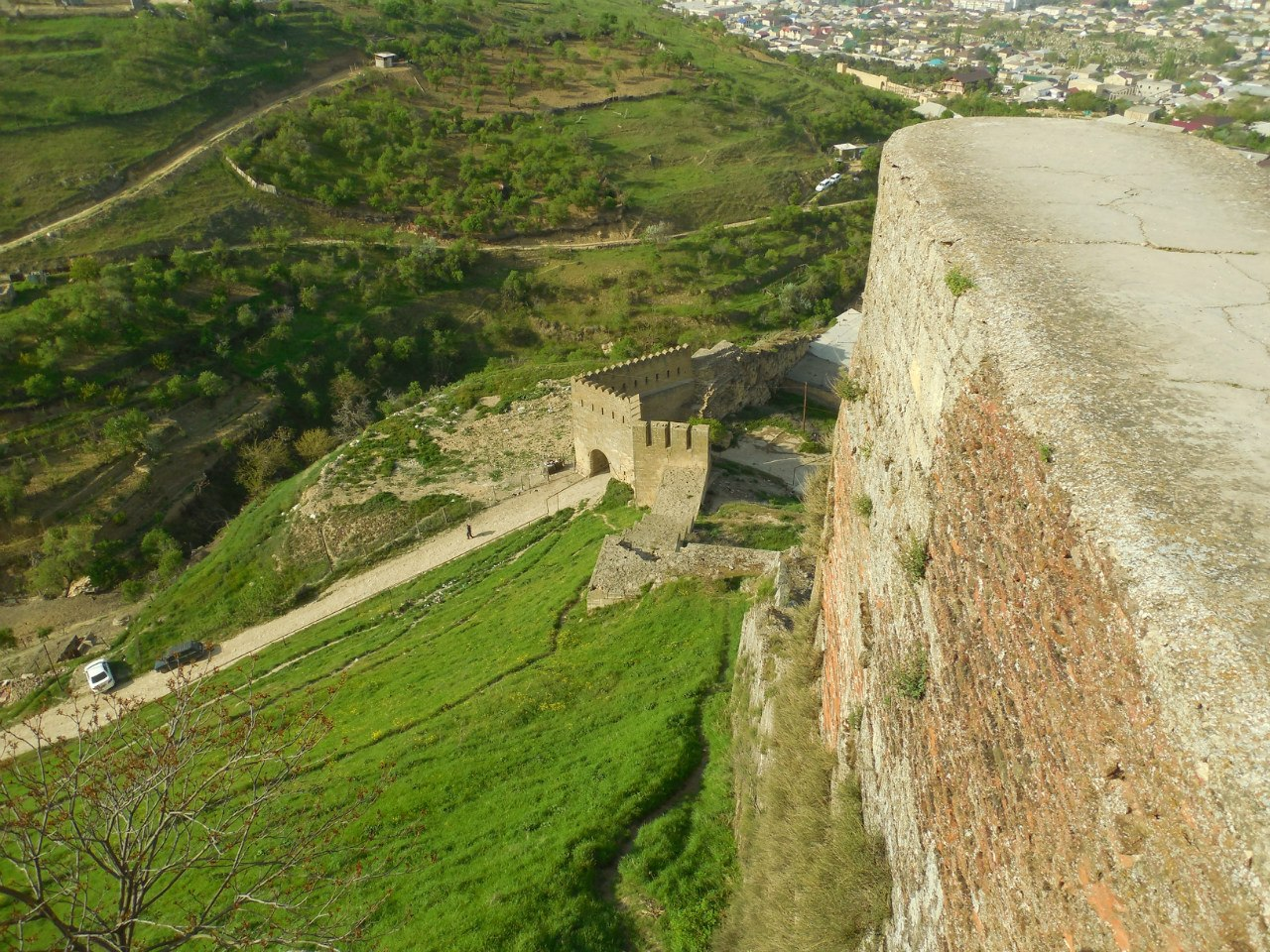
Ворота Джарчи-Капы

```

```

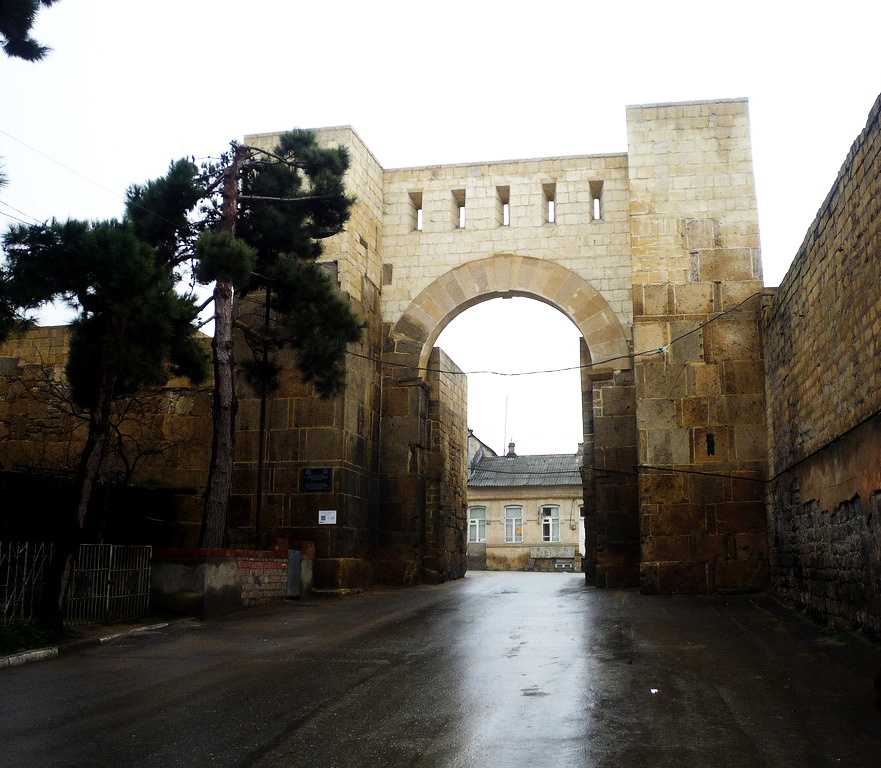
Ворота Дубары-Капы
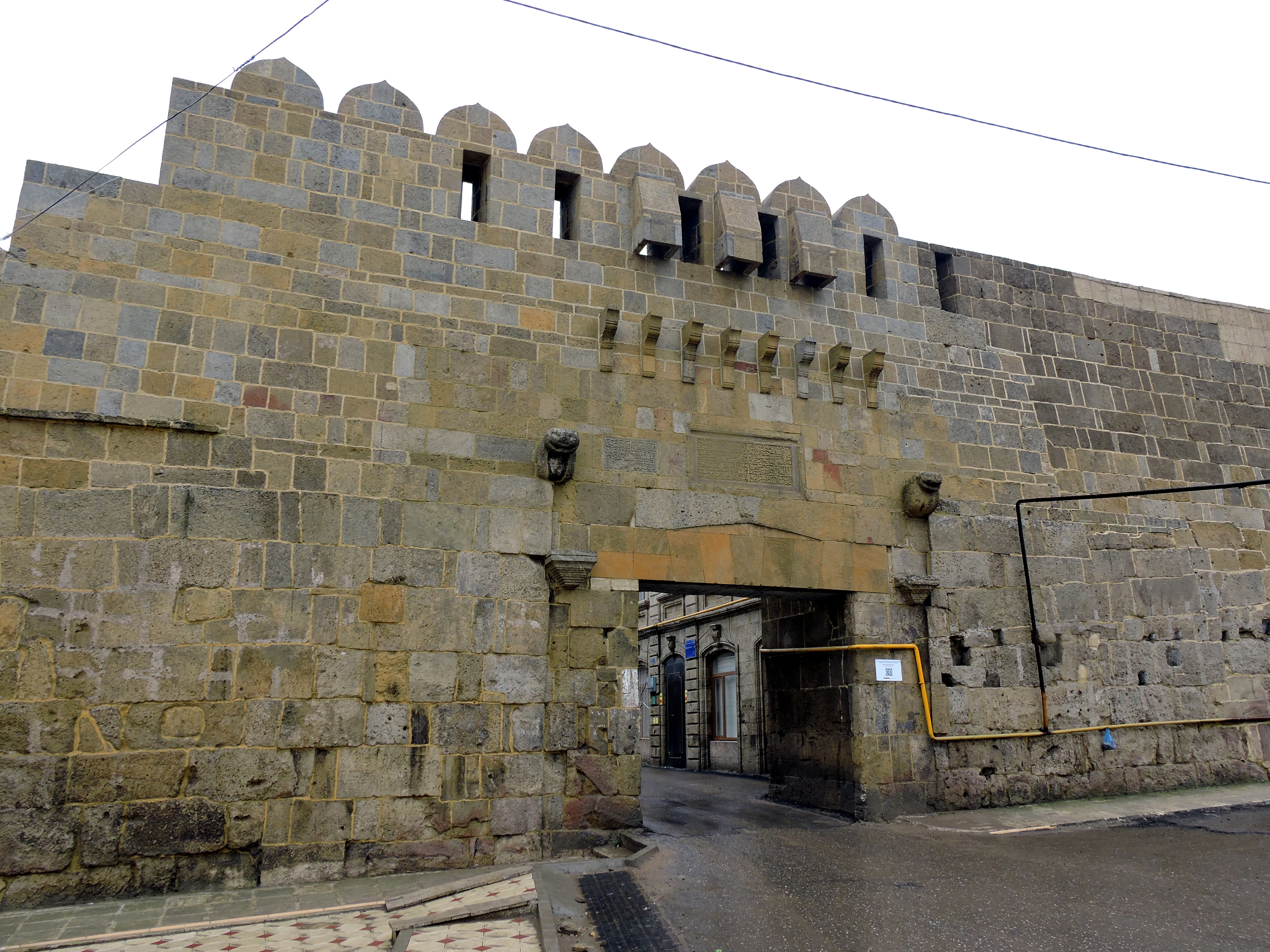
Ворота Кырхляр-капы
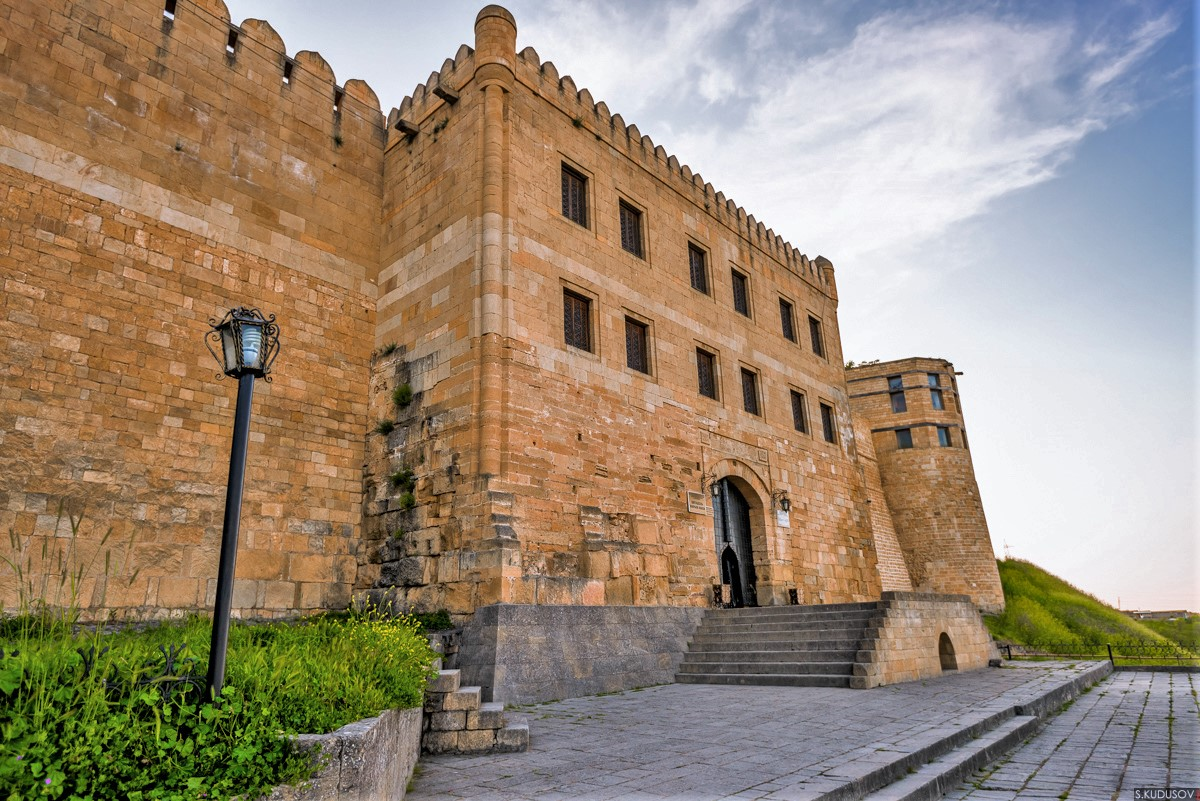
Ворота Нарын-Кала Капы
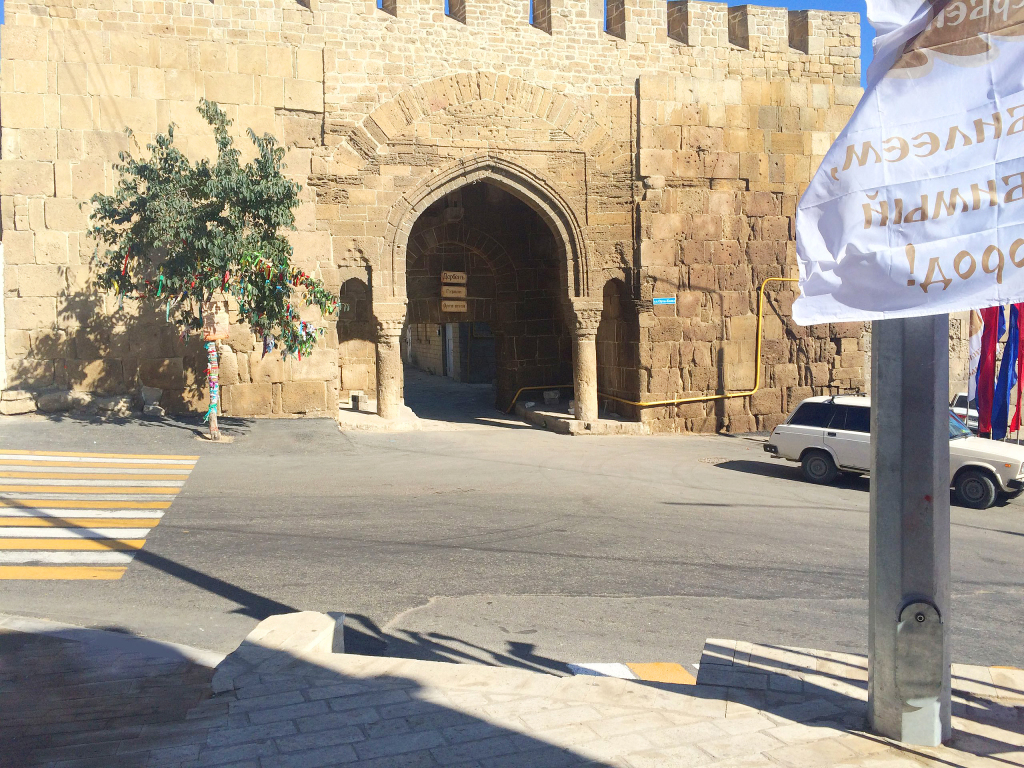
Ворота Орта Капы

Дербентская крепость — это часть грандиозной оборонительной системы, защищавшей народы Закавказья и Передней Азии от нашествий кочевников с севера. Система включала в себя городские стены, цитадель, морские стены и Горную стену Даг-бары.
Дербент был расположен в наиболее уязвимом в стратегическом отношении месте Прикаспийского прохода, где горы Большого Кавказа ближе всего подходят к морю, оставляя лишь узкую трёхкилометровую полоску равнины. Цитадель занимает вершину ближайшего к морю холма. Путь вдоль берега преграждали две параллельные крепостные стены, примыкавшие на западе к цитадели, а восточной оконечностью уходившие в море, препятствуя обходу крепости по мелководью и образуя гавань для судов. Меж этими стенами и располагался город Дербент. К западу от цитадели на сорок километров тянулась Горная стена, призванная предотвратить обход крепости по горным долинам и перевалам.
Неудивительно, что слово «ворота» входило в название города на языках многих народов. Греческие историки называли его Албанскими или Каспийскими Воротами, арабские авторы — Главными Воротами (Баб-ал-Абваб), турки — Железными (Темир Капысы), грузины — Морскими (Згвис-Кари). Современное название города «Дербент» (Дарбанд) появляется в письменных источниках начиная с VII века, и означает в переводе с персидского «Запертые ворота» (дословно «Узел ворот» — «дар» — ворота, «банд» — связь, узел, запор).
В 2020 году персидско-голландский режиссёр Пежман Акбарзаде (Pejman Akbarzadeh) снял документальный фильм о фортификации Дербента.
- Баят-капы (с араб. — «Баб-эль-Мактуб» — Ворота писем, Почтовые ворота) — вторые от Нарын-калы ворота на южной городской стене[182]. Восстановлены в 1811 году.
- Горные ворота (Тайные ворота, «Ворота позора») — западные ворота крепости Нарын-кала. Ведут в горы из города.[183].
- Даш-капы (с араб. — «Баб-эль-Сагир» — Малые ворота; араб. Баб-эль-Каср‎; азерб. Туркмен-капы — ворота в сторону Турции; рус. Шуринские ворота — ворота в сторону Темир-Хан-Шуры) — третьи от Нарын-калы ворота на северной городской стене[184]. В 60-е годы XX в. арка ворот была разобрана, а проём расширен.
- Джарчи-капы (с араб. — «Баб-эль-Мухаджир» — Ворота беглецов; азерб. Ворота вестника; рус. Водяные ворота — ворота, ведущие к родникам) — первые от Нарын-калы ворота на северной городской стене[185].
- Дубары-капы — четвёртые от Нарын-калы ворота на южной городской стене[186].
- Енги-капы (с араб. — «Баб-эль-Хомс» — Ворота в Хомс; азерб. Новые ворота) — исчезнувшие ворота на южной городской стене[187].
- Кала-капы (Хан-капы — Ханские ворота, ворота хана; азерб. Крепостные ворота) — первые от Нарын-калы ворота на южной городской стене[188].
- Кийямат-капы (рус. Приморские ворота) — исчезнувшие ворота на северной городской стене[189].
- Кырхлар-капы (с араб. — «Баб-эль-Кабир» — Большие ворота; араб. Баб-эль-Джихад‎ — Ворота священной войны; азерб. Ворота сорока; рус. Кизлярские ворота — ворота в сторону Кизляра) — вторые от Нарын-калы ворота на северной городской стене[190].

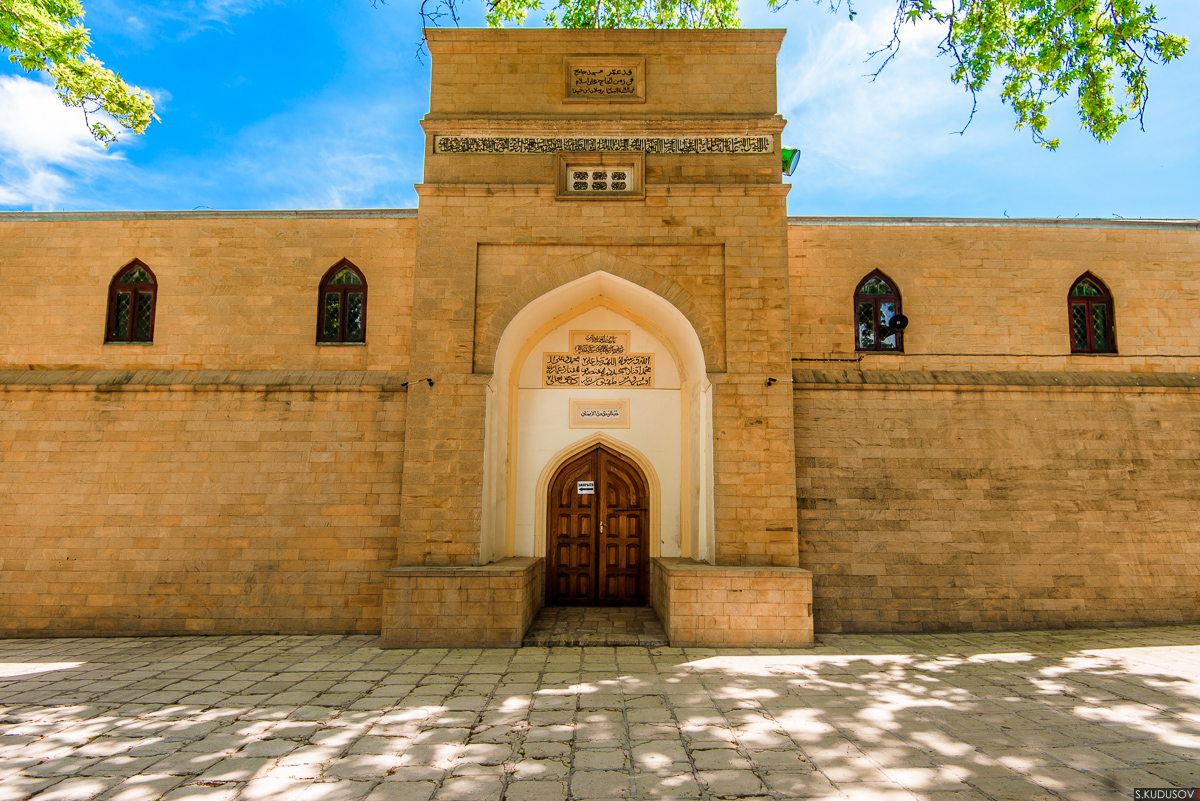
Джума-мечеть

- Нарын-кала-капы (с араб. — «Баб-эль-Алькама») — ворота крепости Нарын-кала[191].
- Орта-капы (с азерб. — «Средние ворота») — третьи от Нарын-калы ворота на южной городской стене[192].

### Музеи
- Дербентский историко-архитектурный и художественный музей-заповедник.
- Музей ковра и декоративно-прикладного искусства[193]. Расположен в армянской церкви. Работает с 1982 года.
- Музей культуры и быта древнего Дербента. Открыт в 1992 году.
- Музей «Природа Прикаспия»[194]. Создан в 1993 году.
- Музей боевой славы[195]. Организован в 1901 году.
- Цитадель «Нарын-кала».
- Дом-музей поэта-декабриста Александра Бестужева-Марлинского[196]. В этом доме поэт-изгнанник жил с 1830 по 1834 годы. Работает с 1988 года.
- Музей истории мировых культур и религий. Открыт в 2014 году.
- Музей «Дом Петра I». Открыт 23 июля 2015 года (потрачено на реставрацию более 200 млн рублей)[197].

### Памятники
- Памятник воинам-дербентцам, погибшим в годы ВОВ. Открыт в 1985 году. Авторы — С. Ягудаев, С. Хизгилов[198].
- Два памятника поэту и мыслителю средневекового Востока Низами Гянджеви:
  - Первый открыт в 1991 году. Авторы — А. Алиев, С. Гулиев[199].
  - Второй открыт в 2020 году. Автор — народный художник Дагестана Магомед-Али Алиев[200]
- Мемориал Славы. Установлен в память о погибших воинах 345-й стрелковой дивизии[201].
- Мемориал «Революционной славы». Авторы: скульптор Г. Н. Гейбатов, архитектор В. Скугарев[202].
- Памятник «Скорбящая мать», установленный в честь 70-летия ВОВ в парке Боевой Славы. Автор — член-корреспондент Российской академии художеств, профессор Шариф Шахмарданов[203].
- Памятник балетмейстеру, режиссёру Льву Манахимову[204] (автор — народный художник Дагестана Магомед-Али Алиев).
- Памятник Петру I[205] (автор — Марк Антокольский).
- Памятник народному поэту Дагестана Сулейману Стальскому. Открыт в 2015 году. Авторы — скульптор, народный художник Дагестана и России Г. Н. Гейбатов и архитектор Сергей Ягудаев[206].
- Памятник врачам, погибшим во время пандемии коронавируса. Автором памятника является Шариф Шахмарданов — заслуженный художник РФ, народный художник Дагестана, член-корреспондент Российской академии художеств[207].
- Памятник поэту Гумри Дарбанди. Открыт в 2017 году[208].
- Памятник руководителю СССР И. В. Сталину[209].
- Памятник-бюст герою Советского Союза Шамсулле Алиеву. В 2014 году, во время реконструкции парка боевой славы произошёл вопиющий случай. Бюст оказался на помойке[210]. После шума, поднятого общественностью, бюст вернули на место.
- Памятник генерал-лейтенанту артиллерии Гусейну Расулбекову[211]

### Религиозные памятники

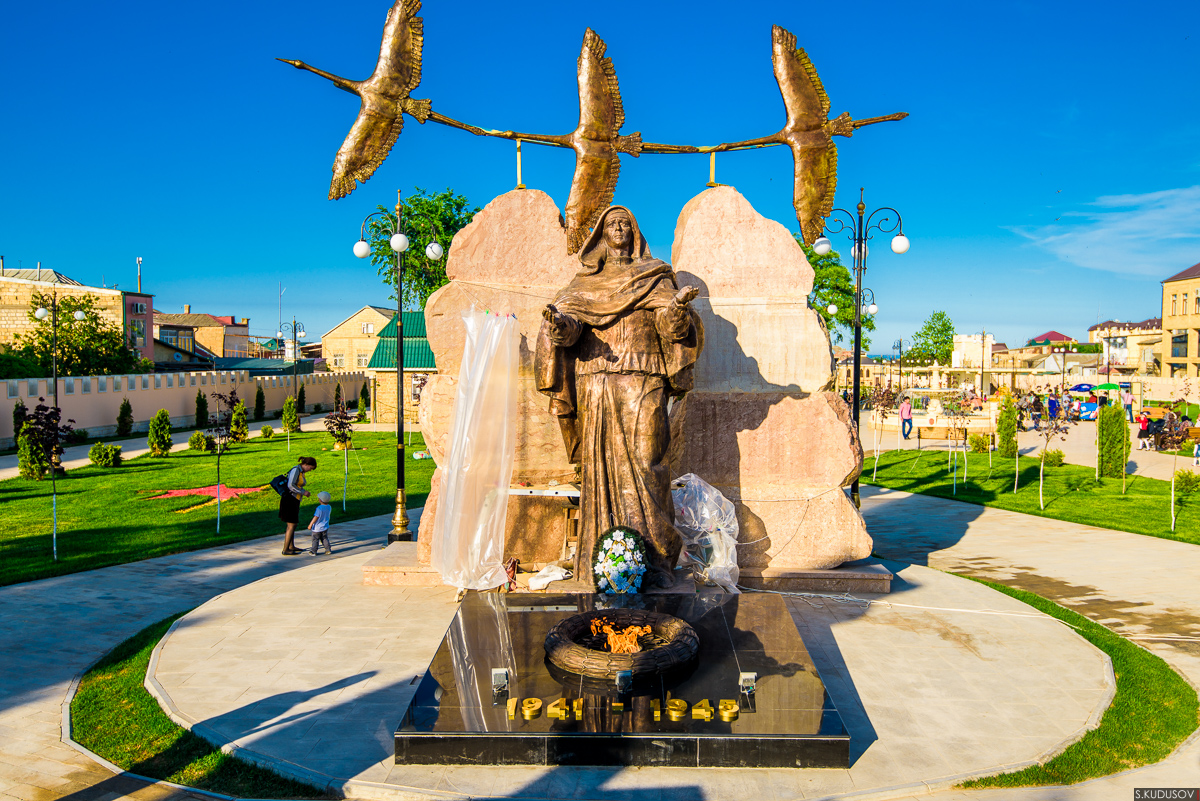
Памятник «Скорбящая мать» в парке Боевой Славы

По состоянию на 1865 год в городе имелось: 1 — русская и 1 — армянская церковь; 1 — суннитская и 16 — шиитских мечетей, а также 3 синагоги.

#### Мечети

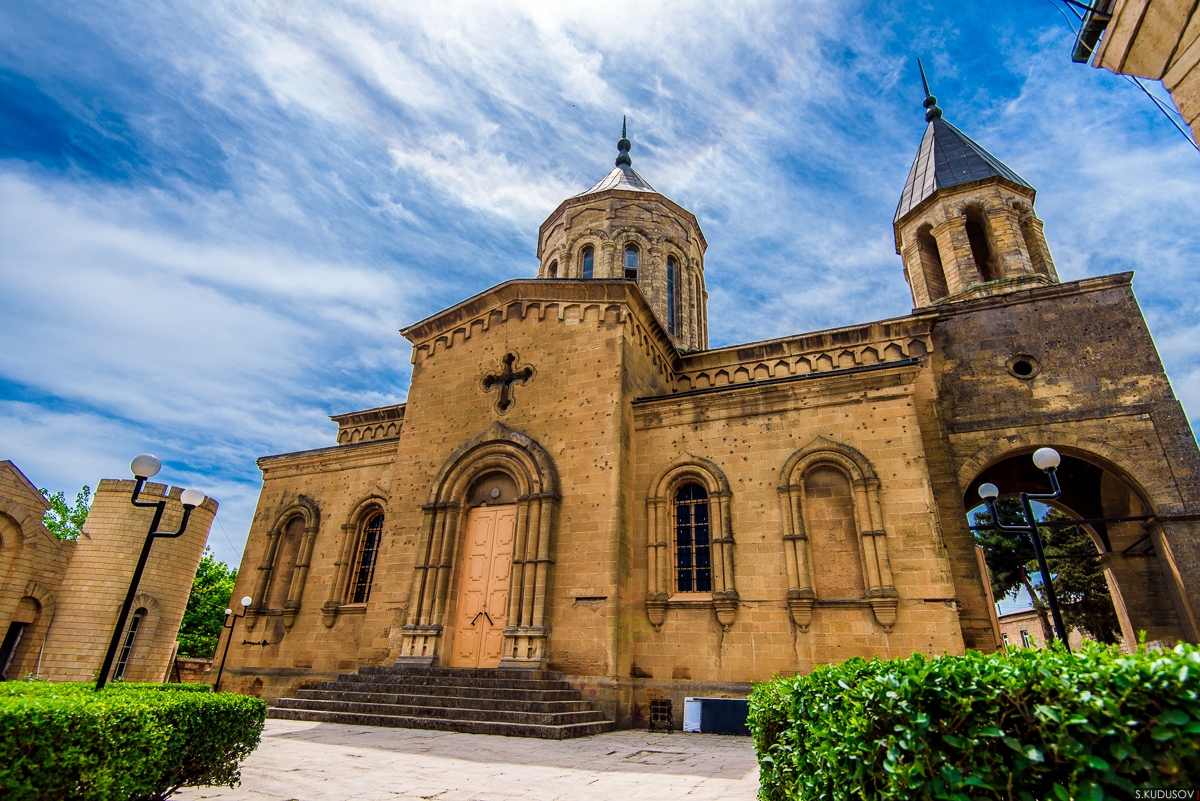
Армянская церковь Святого Всеспасителя

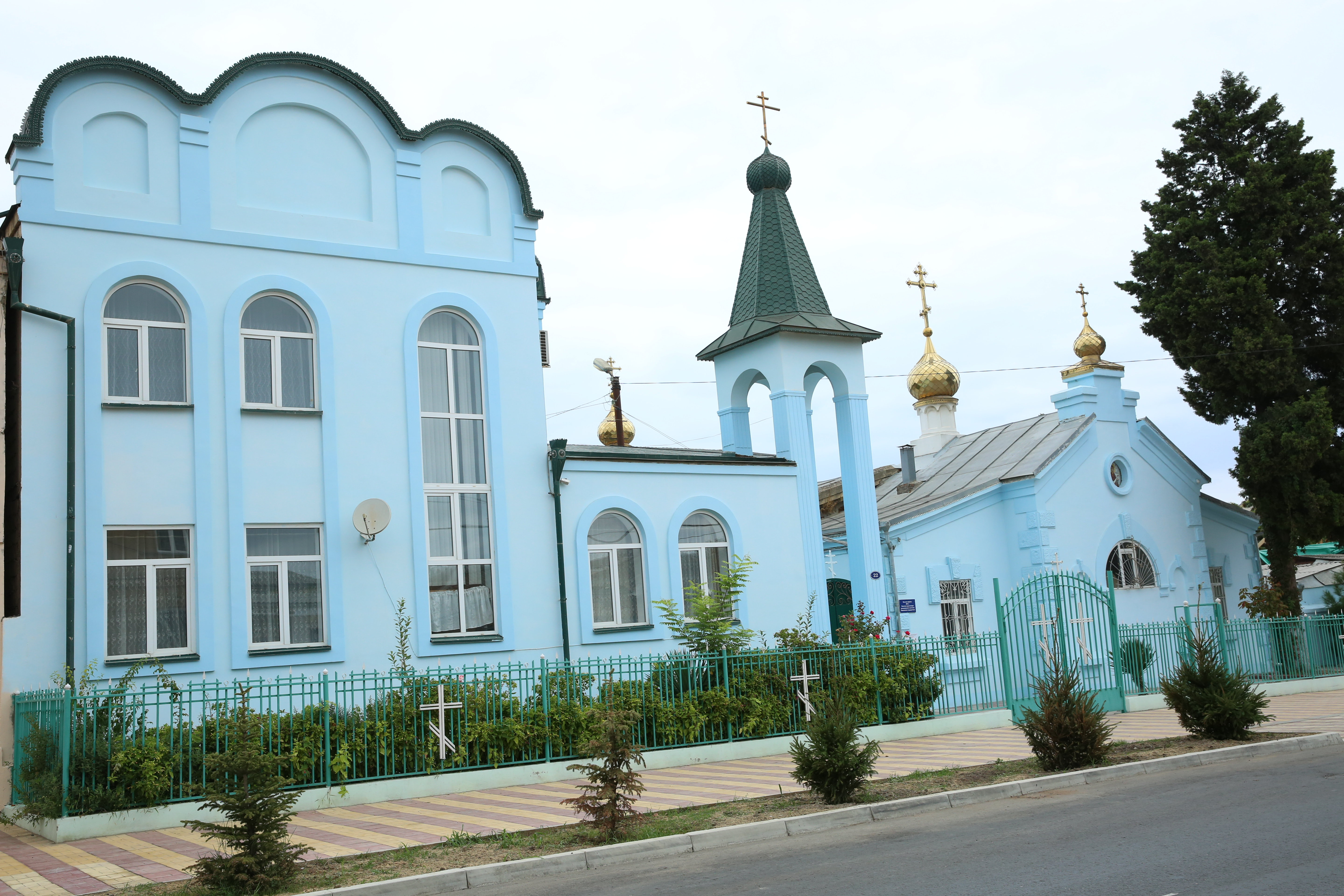
Церковь Покрова Пресвятой Марии

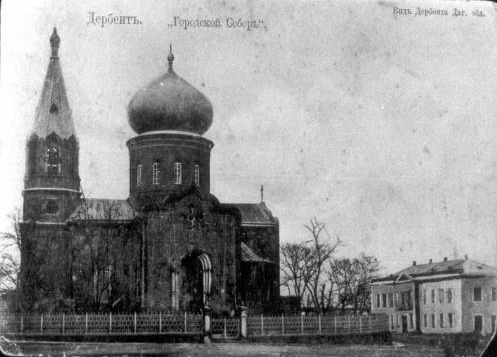
Собор Святого Георгия Победоносца

- Джума-мечеть — старейшая мечеть в России и на территории СНГ.
- Бала-мечеть — мечеть у ворот Орта-капы. В 1796 году была разрушена во время осады города генералом Зубовым. Восстановлена в 1812 году[213].
- Килися-мечеть (Килься-месджиди) — мечеть. Расположена в районе 7 магала. В 1823—1853 годах мечеть выполняла функции церкви. Ныне — Товба-месджиди[214].
- Кырхляр-мечеть (Кырхлар-месджиди) — мечеть у ворот Кырхляр-капы. Построена в 1626—1627 годах по приказу шаха Аббаса. Другое название — Шах-Аббас-месджиди. Неоднократно перестраивалась[215].
- Минарет-мечеть (Минаря-месджиди) — единственная в городе мечеть с минаретом. Строительство датируется XIII—XIV вевами. Перестроена в середине XIX века. Минарет высотой 11,5 м[216].
- Чортебе-мечеть (Чортепе-месджиди) — мечеть в 1 магале. Строительство датируется XVII веком. Перестроена в конце XIX века. Разобрана полностью в 1960-х годах[217].

#### Церкви
- Армянская церковь Святого Всеспасителя — памятник архитектуры XIX века. Построен в 1860 году. После завершения капитального ремонта и реставрационных работ — в мае 1982 года в нём открылся музей изобразительного искусства (филиал республиканского музея изобразительного искусства). Музей вошёл в состав Государственного Музея-заповедника на правах отдела «Ковра и декоративно-прикладного искусства»[218].
- Церковь Покрова Пресвятой Богородицы — православная церковь. Построена в 1900 году, открыта — в 1901 году[219].
- Крестово-купольный храм Нарын-Калы — раннесредневековый христианский храм, располагающийся в северо-западной части цитадели Нарын-Кала. Построен в IV—VII века.

#### Синагоги
- Синагога Келе-Нумаз — единственная синагога в городе, расположенная на улице Таги-Заде 94. Центр духовной жизни евреев Дербента.
- 23 июня 2024 года синагога в Дербенте подверглась перестрелке, а после в 19:34 по московскому времени, практически полностью сгорела.[69][70]

### Родники
- Аваин-булах расположен под скалой Гёур-гая, в 2 км к северу от города[216]. Предположительно создан до VII века.
- Шейх-салах-булах расположен в 130 м к юго-востоку от ворот Орта-капы[220].

### Кладбища
- Кырхляр — старейшее действующее мусульманское кладбище в России.[221][222] Основан в VII веке.

### Прочие достопримечательности
- Дербентский маяк (построен в 1853 году)[223]. Самый южный маяк России[224][225].
- Дербентский тоннель (построен в 1972 году — к 50-летию образования СССР). Его длина — 318 м.

Утраченные достопримечательности
- Собор Святого Георгия Победоносца. Был главным православным храмом города Дербента. Построен в 1853 году по проекту князя Г. Г. Гагарина. Располагался на месте площади Свободы. В 1938 году снесён[226].

## СМИ
На территории города издаются:
- Городская общественно-политическая газета «Дербентские новости» (выходит 2 раза в неделю с 1918 года).
- Республиканская общественно-политическая газета «Ватан» (выходит 1 раз в неделю с 1991 года на горско-еврейском и русском языках).
- Республиканская общественно-политическая газета «Дербенд» (выходит 1 раз в неделю с 1920 года на азербайджанском языке)[227].

## Проекты
- Планы строительства аэропорта в рамках реализации проекта Северокавказского туркластера[228]

## Празднование 2000-летия Дербента
21 ноября 2012 года Президент России Владимир Путин подписал Указ «О праздновании 2000-летия основания г. Дербента Республики Дагестан» за № 1559.

В связи с исполняющимся в 2015 году 2000-летием основания г. Дербента Республики Дагестан постановляю:
1. Принять предложение Правительства Российской Федерации о праздновании в 2015 году 2000-летия основания г. Дербента Республики Дагестан.

2. Рекомендовать органам государственной власти субъектов Российской Федерации и органам местного самоуправления принять участие в подготовке и проведении празднования 2000-летия основания г. Дербента Республики Дагестан.
3. Настоящий Указ вступает в силу со дня его подписания.
На 19 сентября 2015 года намечено празднование 2000-летнего юбилея города. Приедут более 40 делегаций (около 5 тысяч гостей) из разных регионов России и стран ближнего и дальнего зарубежья (Ирана, Турции, Азербайджана, Грузии, Казахстана).
К юбилею Дербента заработал сайт «Дербент-2000».

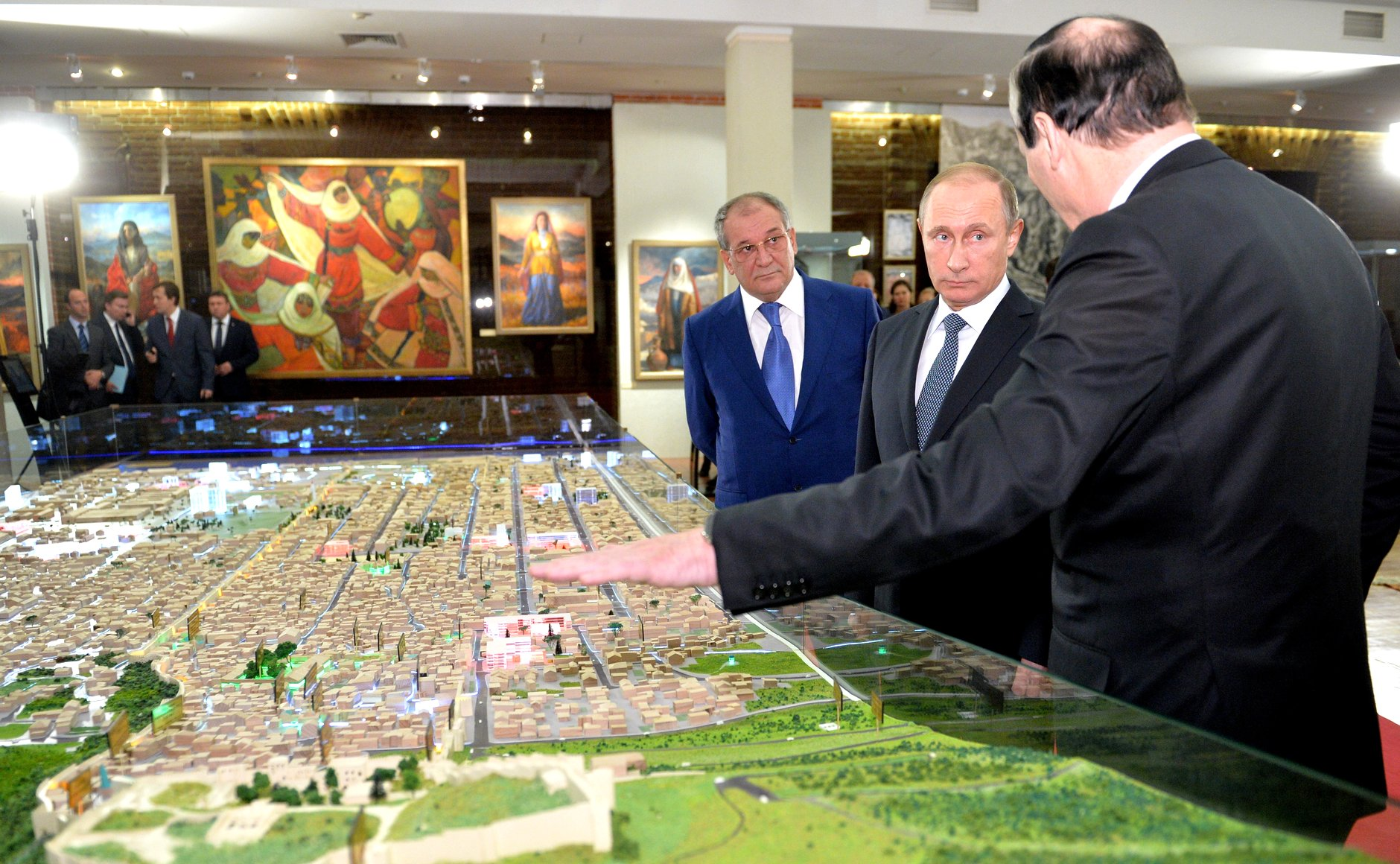
Владимир Путин и Рамазан Абдулатипов на выставке «Дербент, Дагестан, Россия». Государственный исторический музей, 3 ноября 2015 года

Ожидается приезд ряда известных лиц: Глава Центрального духовного управления мусульман (ЦДУМ) верховный муфтий России Талгат Таджуддин, Чрезвычайный и полномочный посол Азербайджана в РФ, народный артист Азербайджанской ССР, композитор Полад Бюльбюльоглу, бывший полпред и действующий полпред в СКФО Александр Хлопонин и Сергей Меликов, российская оперная певица, народная артистка РСО-Алания, солистка Большого театра Вероника Джиоева, народный артист России, Карачаево-Черкесской Республики, Кабардино-Балкарской Республики и Республики Адыгея Заур Тутов, руководители городов и районов Дагестана и Северного Кавказа. Также приедут со своими постановками приедут театральные и музыкальные коллективы. Так, Мариинский театр изъявил желание принять участие в торжествах по случаю 2000-летнего юбилея Дербента.
18 сентября Президент Азербайджана Ильхам Алиев поздравил жителей города Дербента с 2000-летием его основания. Поздравление было размещено на сайте президента Азербайджана.
Среди учёных нет единогласного мнения о возрасте города, многие утверждают, что городу более 5000 лет. До последнего времени, на протяжении всей истории России, Дербент отмечал 5000 лет.
К юбилею города были выпущены 3 монеты (одна золотая и 2 серебряные), 2 почтовые марки и 2 конверта.

## Международная деятельность
С 2008 года город Дербент является членом Евразийского регионального отделения Всемирной организации «Объединённые города и местные власти» (Евро-азиатское региональное отделение ОГМВ). Созданная в 2004 году при поддержке ООН Всемирная организация «Объединённые города и местные власти» (ВО ОГМВ) объединяет более 1000 городов и ассоциаций мира из 136 стран. Евразийское региональное отделение включает в себя 109 городов и ассоциаций местных властей стран СНГ и Монголии.
В 2003 году ЮНЕСКО признало Всемирным наследием человечества старую часть Дербента с традиционной застройкой. Дербент является членом Организации городов Всемирного наследия (ОГВН).

### Города-побратимы
- Гянджа, Азербайджан
- Якима, США
- Хадера, Израиль
- Кронштадт, Россия
- Псков (2014[240]), Россия
- Коломна (2020)

## Дербент в культуре

### Кино в Дербенте
В Дербенте снимали фильмы и в СССР, и в России. Это такие кинофильмы, как:
- «Снежная свадьба» (1980)
- «Кавказский пленник» (1996)[241]
- «Пальмира» (2020)[242]
- «Русская жена» (в процессе)[243]